# Diócesis de la Iglesia ortodoxa siríaca

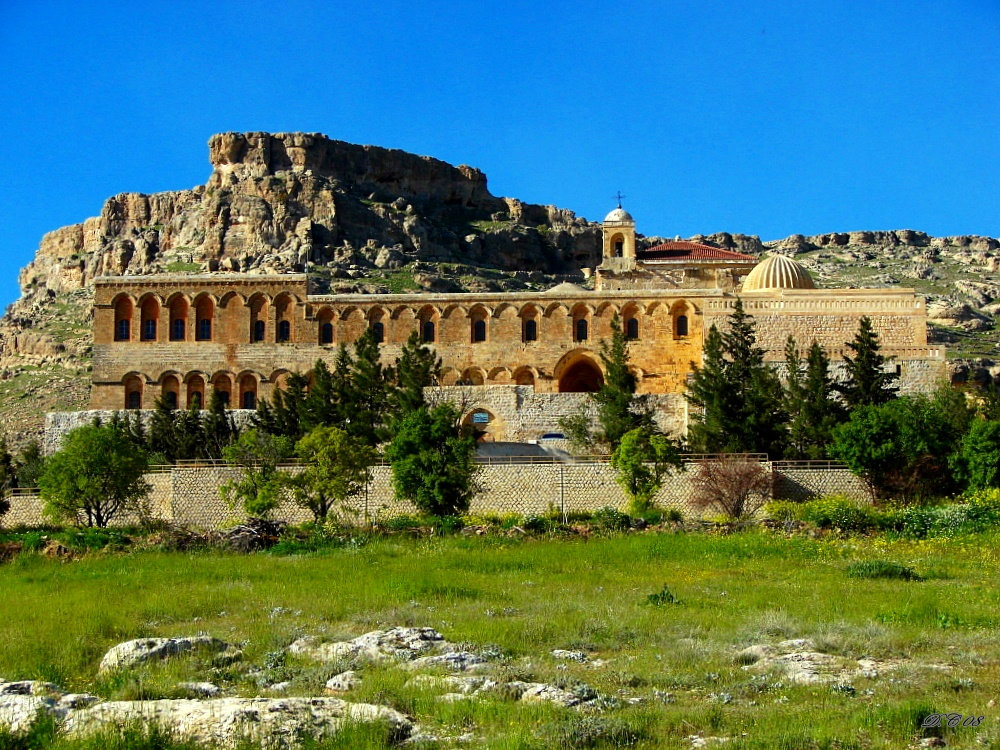
Deir ez-Zaʿfaran, el 'monasterio Azafrán', sede de los patriarcas de la Iglesia ortodoxa siríaca después de la Primera Guerra Mundial.

Las diócesis de la Iglesia ortodoxa siríaca o Iglesia siro-ortodoxa de Antioquía en el período de su mayor expansión, en el siglo X, eran alrededor de 20 sedes metropolitanas y algo más de un centenar de sedes sufragáneas. En el siglo XVII solo quedaban 20 diócesis, reducidas en el siglo XX a 10. La sede del patriarca ortodoxo siriano de Antioquía estaba en Mardin antes de la Primera Guerra Mundial, y luego pasó al monasterio de Deir ez-Zaʿfaran, desde 1932 estuvo en Homs, y finalmente desde 1959 en Damasco.

## La Iglesia ortodoxa siríaca antes de las invasiones árabes
Cuando comenzó el movimiento siríaco ortodoxo en el siglo VI, el mundo cristiano estaba organizado en cinco patriarcados: Roma, Constantinopla, Antioquía, Alejandría y Jerusalén. El movimiento siríaco ortodoxo se limitó inicialmente a las provincias orientales del Imperio romano (hoy conocido como Imperio bizantino), en el territorio de los patriarcados de Antioquía y de Jerusalén. Los cristianos ortodoxos siríacos (sirianos o sirio-ortodoxos) veían a su Iglesia como el patriarcado legítimo de Antioquía y el cisma los llevó a duplicar la jerarquía ya existente en ese patriarcado.

## La Iglesia ortodoxa siríaca bajo los califatos

Mapa que muestra las localidades históricas en el norte de la Mesopotamia y Siria

Diócesis de la Iglesia ortodoxa siríaca de Antioquía durante la Edad Media

Luego de la captura árabe del Medio Oriente en el siglo VII, los cristianos siríacos quedaron bajo dominio de los sucesivos califatos musulmanes. Más de cien diócesis sirio-ortodoxas y alrededor de mil obispos están atestiguados entre los siglos VI y XIII. La fuente principal del conocimiento actual de estas diócesis y obispos son las listas de Miguel el Sirio, compiladas en el siglo XII. Muchas otras diócesis y obispos se mencionan en otras fuentes literarias, particularmente las obras de Bar Hebraeus, escritas en la segunda mitad del siglo XIII. Varios obispos no conocidos ni por Miguel el Sirio ni por Bar Hebraeus se mencionan en los colofones de los manuscritos siríacos occidentales sobrevivientes.

### Siria
Se sabe que existieron ocho diócesis sirio-ortodoxas en varios períodos antes del siglo XIV en el sur de Siria, en las áreas cubiertas por la provincia calcedoniana de Fenicia Libanesa y la parte sur de la provincia de Eufratensis. Había una diócesis siríaco ortodoxa en Damasco, atestiguada por primera vez en el siglo VII. La diócesis persistía en el siglo XIV y parece haber sido una de las pocas diócesis ortodoxas siríacas que se mantuvo inalterada hasta el siglo XV y más allá. Emesa (actual Homs) y Palmira (actual Tadmor) también tenían diócesis ortodoxas siríacas. Había una efímera diócesis jacobita para el puerto costero de Laodicea (Latakia) en el siglo IX; y una efímera diócesis jacobita para Sadad, una ciudad entre Damasco y Homs, en el siglo XII.
También hubo una diócesis siríaco ortodoxa para Heliópolis (actual Baalbek), atestiguada entre los siglos VII y XI; y una diócesis de Kfar Tab cerca de Homs, atestiguada en los siglos XI y XII. No ha sobrevivido ningún registro de obispos siríacos ortodoxos en las otras ciudades de Fenicia Libanesa con diócesis calcedonianas conocidas (Evaria, Yabrud, Abila y Chonochora), aunque Yabrud ciertamente tenía una comunidad siríaco ortodoxa. En lo que respecta a la parte sur de la provincia calcedoniana de Eufratensis, se atestigua una diócesis siríaca ortodoxa de Sergiópolis (actual Resafa) en los siglos IX y X.
Se sabe que existieron nueve diócesis sirio-ortodoxas en varios períodos antes del siglo XIV en el norte de Siria. La diócesis de Apamea, que fue sede de un metropolitano en el siglo VIII, está atestiguada entre los siglos VII y X; Seleucia Pieria en los siglos VIII y IX; Beroea (actual Alepo) entre el siglo VII y finales del XIII; Beth Balesh entre los siglos VIII y XI; Cirro entre los siglos VIII y XI; Qenneshrin entre los siglos VIII y X; Mabbugh entre los siglos IX y XII; Gishra entre los siglos VIII y X; y Karshena (Gudpaï) en los siglos XI y XII.
La diócesis de Gishra se incorporó a la diócesis de Mabbugh durante el patriarcado de Atanasio IV (987-1003), y Mabbugh a su vez se incorporó a la diócesis de Marʿash en el distrito de Comagene en 1155. Es poco probable que alguna de estas diócesis, con la posible excepción de Alepo, persistiera más allá de los primeros años del siglo XIV. Aunque se atestigua una sucesión casi ininterrumpida de obispos de Alepo desde los primeros años del siglo XVI en adelante, no se conocen obispos de Alepo de los siglos XIV o XV. Parece probable que la diócesis de Alepo decayera después de la muerte de su obispo Mikha'il, atestiguada en 1298, y sólo fue revivida a principios del siglo XVI.

### Palestina
Hubo dos diócesis ortodoxas siríacas estables en Palestina entre los siglos VIII y XII, una para la región del Golán (cuyos obispos se asentaron primero en Paneas y luego en Tiberíades) y la otra para Jerusalén. Los obispos sirio-ortodoxos de Golán residieron en Paneas, la ciudad clásica de Cesarea de Filipo, durante los siglos VII y VIII; y en Tiberíades en los siglos IX, X y XI. Jerusalén fue la sede de un obispo ortodoxo siríaco al menos desde el siglo VIII. Durante la mayor parte del período cubierto por las listas de Miguel el Sirio, ambas diócesis tuvieron obispos metropolitanos. La diócesis de Tiberíades caducó en el siglo XII, pero la diócesis de Jerusalén, cuyos obispos pueden haber residido en Trípoli durante varias décadas después de la reconquista de Jerusalén por los musulmanes en 1240, parece haber persistido hasta el siglo XIV. Una breve diócesis siríaco ortodoxa de Akko también se estableció en el bastión cruzado de Acre en el siglo XIII, que sin duda terminó después de la caída de Acre ante los mamelucos en 1291.

### Cilicia
Once diócesis siríaco ortodoxas separadas están atestiguadas en varios períodos en Cilicia, las más importantes de las cuales parecen haber sido Tarso, Adana y Anazarba. Tarso, la metrópolis de la provincia calcedoniana de Cilicia Prima, se menciona por primera vez como diócesis siríaca ortodoxa en el siglo VII, y sobrevivió como sede de un obispo o metropolitano siríaco ortodoxo hasta finales del siglo XIII, la única diócesis de Cilicia que parece haber persistido durante tanto tiempo. Los obispos siríacos ortodoxos, y más tarde metropolitanos, tanto de Adana como de Anazarba están atestiguados entre los siglos VII y XII. Otras diócesis sirio-ortodoxas atestiguadas entre los siglos VII y X incluyen Citidiópolis (siglo VII), Hamam (siglos IX al XII), Hanzit (siglo IX), Kinisa (siglo IX) e Irenópolis (siglos IX y X).
Como provincia fronteriza del Imperio romano, Cilicia se vio afectada por las distintas fortunas de la guerra, y tres diócesis posteriores reflejaron los éxitos cristianos contra los árabes. Parte de Cilicia fue colonizada por cristianos ortodoxos siríacos en el siglo X, y una diócesis de Gihon, creada en este período, persistió hasta el siglo XII. Sus obispos se asentaron en el monasterio de Barid, y la diócesis a veces se conoce como 'Gihon y Barid'. Una diócesis siríaco ortodoxa de Kalinag, en el este de Cilicia, está atestiguada en el siglo XI. Una diócesis siríaca ortodoxa para Sis, entonces bajo gobierno armenio, se estableció en la segunda mitad del siglo XIII, cuyos obispos residían normalmente en el monasterio de Gawikath. Uno de los obispos de Sis reclamó el título de patriarca a fines del siglo XIII y fundó una línea de patriarcas que persistió hasta el siglo XV.

### Capadocia
Se sabe que en Capadocia existieron diecisiete diócesis sirio-ortodoxas en varios períodos antes del siglo XIV. La diócesis de Melitene, que parece haber sido la sede de un metropolitano desde finales del siglo IX en adelante, está atestiguada entre los siglos VII y XIII; Simandu (también la sede de un metropolitano) entre los siglos X y XII; Zuptara entre los siglos VIII y XI; Gubos y Qlisura entre los siglos IX y XIII; ʿArqa, Gargar, Laqabin y Qlaudia entre los siglos X y XIII; Tel Patriq en los siglos XI y XII; Hisn Mansur, Hisn Ziyad (o Harput) y Semha entre los siglos XI y XIII; Cesarea en Capadocia en los siglos XII y XIII; y Guma en el siglo XIII. También hubo diócesis efímeras para Arabissus a finales del siglo X y para Romana en el siglo XII. Es dudoso que alguna de estas diócesis, con las posibles excepciones de Gargar e Hisn Ziyad, persistiera hasta el siglo XIV. Las diócesis de Gargar e Hisn Ziyad están nuevamente atestiguadas desde finales del siglo XIV y mediados del XV respectivamente, pero pueden haber sido revividas, ya que no se conoce a ningún obispo de ninguna de las diócesis durante más de un siglo antes de que se vuelvan a mencionar.

### Comagene
Se sabe que antes del siglo XIV existieron nueve diócesis sirio-ortodoxas en el distrito de Comagene. La diócesis de Samósata, que parece haber sido la sede de un metropolitano desde finales del siglo VIII en adelante, está atestiguada entre los siglos VI y XII; Germanicea (o Marʿash) entre los siglos VII y XII; Urim entre los siglos VIII y IX; Dolikh entre los siglos IX y XI; Hadath entre los siglos VIII y IX; Kaishum entre los siglos VIII y XII; Zeugma entre los siglos IX y XII; Rabán entre los siglos XI y XIII; y Tel Bshir (una diócesis efímera en territorio cruzado) en el siglo XII. Es dudoso que alguna de estas diócesis persistiera hasta el siglo XIV.

### Osroena
Se sabe que existieron siete diócesis sirio-ortodoxas en Osroena antes del siglo XIV: la diócesis metropolitana de Edesa, atestiguada entre los siglos VII y XIV; Callinicus (actual Al Raqa), que también se convirtió en la sede de un metropolitano en el siglo IX, entre los siglos VIII y XIII; Sarugh (Batna) entre los siglos VIII y XII; Harrán entre los siglos VII y XIIII; Sibaberek (Severek) en el siglo XII; Khabur entre los siglos VIII y XIII; y Tella d'Mauzalath (antigua Constantina, moderna Viransehir) entre los siglos VII y X. Ninguna de estas diócesis parece haber sobrevivido hasta el siglo XIV.

### Amida
Se sabe que antes del siglo XIV existieron cuatro importantes diócesis sirio-ortodoxas en la región de Amida (actual Diyarbakır): las diócesis de Amida y Maiperqat, atestiguadas entre los siglos VII y XIII; la diócesis de Arsamosata, atestiguada entre los siglos IX y XII; y la diócesis de Hattakh, mencionada por primera vez hacia finales del siglo XIII. Bar Hebraeus también menciona a un obispo de Aspharin, una diócesis efímera esculpida en la diócesis de Amida por el patriarca Iwanis I (740-55), que existió solo durante unos pocos años a mediados del siglo VIII. Las diócesis de Amida y Maiperqat persistieron hasta el siglo XIV. La diócesis de Hattakh, mencionada por primera vez en 1293, no se vuelve a mencionar hasta 1479, y no está claro si sobrevivió hasta el siglo XIV o fue revivida más tarde.

### Arzun
La región de Arzun tenía tres diócesis ortodoxas siríacas estables antes del siglo XIV: Arzun, atestiguada entre los siglos VII y XII; Armenia (Akhlat), atestiguada entre los siglos IX y XI; y Hesna d'Kifa, atestiguada por primera vez en el siglo VIII. También se estableció una diócesis de corta duración a finales del siglo VIII para Qalinqala (antigua Teodosiópolis, moderna Erzerum), "una ciudad de Armenia". Wastan, una ciudad a orillas del lago de Van, también fue una diócesis jacobita en la segunda mitad del siglo X, pero no parece haber persistido hasta el siglo XI.

### Mardin
Se sabe que en el distrito de Mardin existieron cuatro diócesis ortodoxas siríacas estables en varios períodos antes del siglo XIV. La diócesis de Mardin se atestigua por primera vez en el siglo VII y ha persistido sin interrupción hasta el día de hoy. La diócesis de Tel Beshme está documentada entre los siglos VIII y X, y fue revivida durante algunas décadas en el siglo XII. La diócesis de Rishʿaina está atestiguada entre los siglos VII y XI; y la diócesis de Rish Kipá entre los siglos VIII y X. Una diócesis efímera de Kfartutha, normalmente asociada con Mardin, está atestiguada en el siglo VII, pero puede haber sido revivida más tarde; y un solo obispo también está atestiguado para Baghdashiya en el siglo XIII. En la primera mitad del siglo XII, las diócesis de Dara, Nísibis, Harrán, Khabur, Kfartutha y Tel Beshme se unieron temporalmente con la diócesis de Mardin debido a una fuerte disminución del número de cristianos en la región. Con la excepción de la propia Mardin, es dudoso que alguna de estas diócesis persistiera hasta el siglo XIV.

### Nísibis
En la región de Nísibis, había diócesis para Nísibis, Dara y Maʿarre.

### Tur Abdin
A pesar de su importancia central posterior en la historia de la Iglesia ortodoxa siríaca, sólo se sabe que existieron dos diócesis ortodoxas siríacas antes del siglo XIII en Tur Abdin. La diócesis de Qartmin, cuyos obispos se asentaron en el célebre monasterio de Mor Gabriel (Abadía de Qartmin), está atestiguado desde el siglo VI en adelante; y la diócesis de Tur Abdin, cuyos obispos se asentaron en el monasterio de la Cruz cerca del pueblo de Hah, del siglo XI. Confusamente, los obispos de estas dos diócesis a menudo llevaban el título 'Tur ʿAbdin'. A finales del siglo XIII había una tercera diócesis, cuyos obispos se asentaban en el monasterio de Mar Yaʿqob el Recluso cerca del pueblo de Salah, y posiblemente una cuarta, cuyos obispos se asentaban en el monasterio de Mar Abai cerca del pueblo de Sawro. Las diócesis de Salah y Sawro, que persistieron durante varios siglos, se certifican por primera vez de manera confiable en 1283 y 1312, respectivamente, y no se puede confiar en las referencias en las hagiografías a los obispos de estas diócesis de los siglos VI y VII.

### Irak
Dos diócesis sirio-ortodoxas, Beth Nuhadra y Gumal, se establecieron en la región de Amadiya antes de finales del siglo VI, y se encontraban entre las diócesis colocadas bajo la jurisdicción de los mafrianos. La diócesis de Beth Nuhadra, cuyos obispos se asentaron inicialmente en el monasterio de Nardos cerca de Deir Jundi y más tarde en la ciudad de Maʿaltha cerca de Duhok, está atestiguada entre los siglos VI y XIII, generalmente bajo el nombre de Beth Nuhadra pero ocasionalmente bajo el nombre de Maʿaltha. La diócesis de Gumal, que parece haber cubierto el distrito de Marga, está atestiguada entre los siglos VI y X, pero puede haber persistido hasta el siglo XIII. El último obispo conocido de Beth Nuhadra fue consagrado en 1284 y es poco probable que haya tenido un sucesor.
Se estableció una diócesis para la región de Mosul, cuyos obispos se asentaron en el monasterio de Mar Mattai, en el siglo VII. Esta diócesis parece haber persistido sin ruptura hasta el día de hoy. También se estableció una diócesis para Gazarta en el siglo IX.
Se sabe que existieron dos diócesis sirio-ortodoxas en la región de Beth ʿArabaye entre los siglos VI y XIV, centradas en Balad y Shigar (o Sinyar) respectivamente. Se encontraban entre las diócesis sirio-ortodoxas puestas bajo la jurisdicción de los mafrianos hacia finales del siglo VI. Varios obispos de Beth ʿArabaye están atestiguados entre los siglos VI y IX, y nuevamente entre los siglos XII y XIV. Eran obispos de diferentes estilos de 'Beth ʿArabaye', 'Balad' o 'el monasterio de Mar Sarkis', y probablemente residían en el monasterio de Mar Sarkis cerca de Balad. Varios obispos de Shigar están atestiguados entre 630 y 818, pero la diócesis no se menciona nuevamente hasta 1277. Es posible que durante gran parte del período intermedio Shigar estuviera bajo la jurisdicción de los obispos de Beth ʿArabaye. Las diócesis de Balad y Shigar sobrevivieron hasta el siglo XIV.
En la región de Erbil había diócesis para Beth Ramman y Beth Waziq (siglos VII al XIII) y para Shahrzur. En la segunda mitad del siglo XIII se creó una diócesis ad hoc para los refugiados sirio-ortodoxos de la región de Mosul que se asentaron en la aldea de Beth Sayyade y sus alrededores en Erbil, con el título de Beth Takshur (una aldea siria-ortodoxa cerca de Mosul).
En el centro de Irak, se atestigua una diócesis siríaco ortodoxa para Bagdad, la capital del Califato abasí, entre los siglos IX y XIII. También hubo diócesis siríaco ortodoxas para Tagrit (actual Tikrit), Karma (siglos VII al XIII), Bahrin, Piroz Shabur, Karsabak, ʿAqula y para los árabes de Bani Taghlib (siglos VII al X).

### Irán y Asia Central
En el oeste de Irán había diócesis de Adarbaigán y en Tabriz.
Se sabe que antes del siglo XIV existieron cuatro importantes diócesis sirio-ortodoxas en el este de Irán y Asia Central: Zarang (o Segestán), atestiguada entre los siglos VII y XIII; Gurgan (más tarde rebautizada como Abaskun) al sur del mar Caspio entre los siglos VIII y X; Aprah en Segestán entre los siglos VIII y XI; y Herat, también entre los siglos VIII y XI.
Otras dos diócesis se mencionan una sola vez y pueden haber sido efímeras. La diócesis no localizada de Jorasán, aparentemente para distinguirse tanto de Aprah como de Herat, se menciona en la primera mitad del siglo IX en las listas de Miguel el Sirio. La diócesis de Beth Parsaye (literalmente, 'el país de los persas') también figura en las listas de Miguel el Sirio para el mismo período, y ha sido localizada tentativamente por Dauvillier en el este de Irán.

### Diócesis efímeras y no localizadas
Varias otras diócesis sirio-ortodoxas parecen haber sido efímeras, como Ibidinge (en Isauria) en el siglo VII, Junia (Líbano), Gulia (en el distrito de Melitene), Kfar Bat (no localizada) y Kfar Kila (en Líbano) en el siglo IX, Halys (en el noreste de Turquía) y Hassassa (cerca de Tagrit) en el siglo X, Gudpaï (sur de Turquía), Haurán (cerca de la frontera siria con Jordania) y Hezza (cerca de Maiperqat) en el siglo XI, e Hisn Jaʿbar (en el río Éufrates, en Irak) en el siglo XII.
Varias diócesis sirio-ortodoxas mencionadas en las listas de Miguel el Sirio no pueden ni siquiera localizarse aproximadamente: Harara (atestiguada en 685), Dirig (finales del siglo VIII), Deboraitha (siglo IX), Dula (siglos IX y X), Helbon (siglos IX al XI), Qadmanaye (siglos VIII y IX), y Shalabdin (siglo XII).

## La Iglesia ortodoxa siríaca en el período mongol y post-mongol
Está claro que el final del siglo XIII fue un período de ruptura para la Iglesia ortodoxa siríaca. Según un famoso pasaje de Bar Hebraeus, varias diócesis sirio-ortodoxas fueron despobladas en la década de 1270, y algunas (aunque no todas) puede que nunca se hayan recuperado:

Incluso si quisiera ser patriarca, como hacen muchos otros, ¿qué hay que codiciar en el nombramiento, ya que tantas diócesis de Oriente han sido devastadas? ¿Debo poner mi corazón en Antioquía, donde me encontrarán suspiros y gemidos? ¿O la santa diócesis de Gumal, donde nadie se queda orinando contra una pared? ¿O Alepo, o Mabbugh, o Callinicus, o Edesa, o Harran, todos desiertos? ¿O Laqabin, ʿArqa, Qlisura, Semha, Gubos, Qlaudia y Gargar, las siete diócesis alrededor de Melitene, donde no queda ni un alma?

Al igual que con la Iglesia del Oriente, parece probable que varias diócesis sirio-ortodoxas en Mesopotamia llegaron a su fin en el siglo XIV. Sólo seis diócesis sirio-ortodoxas que existían a finales del siglo XIII definitivamente persistieron en el siglo XVI: Amida, Damasco, Gazarta (actual Cizre), Hah, Mardin y Qartmin. Otras diócesis, como Homs, Jerusalén, Alepo (de la que no se conocen obispos durante todo el siglo XIV y XV), el monasterio de Mar Mattai (del que no se conocen obispos durante todo el siglo XIII), Gargar (de la que no se conocen obispos en todo el siglo XIII), Hisn Ziyad (de la que no se conocen obispos durante todo el siglo XIV) y Maiperqat, también pueden haber persistido sin ser molestadas, pero en la actualidad no hay pruebas suficientes para estar seguros, y es posible que todas hayan sido revividas después de caducar por largos períodos. La diócesis de Edesa parece haber llegado a su fin después de la despoblación de la ciudad en 1283 y, a principios del siglo XVI, Edesa fue incluida en el título de los metropolitanos de Gargar.
Varias diócesis en Irak llegaron a su fin durante el siglo XIV, algunas posiblemente durante las terribles campañas de Tamerlán. En 1330 se combinaron las diócesis de Beth ʿArabaye y Sinyar, con la consagración de un obispo 'del monasterio de Mar Sarkis y Sinyar', que probablemente residía en el monasterio de Mar Sarkis cerca de Balad. Esta diócesis no se menciona de nuevo, y en el siglo XVI las pequeñas comunidades sirio-ortodoxas que quedaban en la región de Beth ʿArabaye quedaron bajo la autoridad de los obispos de Tur Abdin, que ocasionalmente incluían a Sinyar en sus títulos.

Aldeas y monasterios siríacos en Tur Abdin.

Sin embargo, el panorama no era todo sombrío. Varias diócesis jacobitas fueron creadas o revividas entre los siglos XIII y XVI, particularmente en la región de Tur Abdin, que se convirtió cada vez más en el corazón de la Iglesia ortodoxa siríaca. En el Líbano, que nunca antes había sido la sede de un obispo jacobita, se atestiguan dos diócesis jacobitas en los siglos XV y XVI, una para Hama y Hardin y la otra para Trípoli. También se estableció una diócesis jacobita en Chipre en el siglo XIII, inicialmente para los refugiados jacobitas y luego para los comerciantes jacobitas de la región de Mosul, que persistió hasta el siglo XVII a pesar de la esporádica persecución latina. En el norte de Mesopotamia se crearon nuevas diócesis para Madan a finales del siglo XIV, y para Zargel (cuyos obispos se asentaron en el monasterio de Mar Quriaqos) a mediados del siglo XV. El monasterio de San Moisés el Abisinio cerca de Al-Nabek fue restaurado en 1556 y se convirtió en la sede de un obispo poco después.
Se crearon cinco diócesis en la región de Tur Abdin durante el período mongol y posmongol. La diócesis de Salah, cuyos obispos se asentaron en el monasterio de Mar Yaʿqob el Recluso, se menciona por primera vez en 1283 y probablemente fue creada en la segunda mitad del siglo XIII. La diócesis de Sawro, cuyos obispos se asentaron en el monasterio de Mar Abai, se menciona por primera vez en 1312. Una tercera diócesis, Beth Rishe, cuyos obispos se asentaron en el monasterio de Mar Malke cerca del pueblo de Hbab, es atestiguada antes de finales del siglo XIV. Una cuarta diócesis, Natfa cerca de Mardin, fue creada en el siglo XIV y persistió hasta el siglo XIX. Parece que se creó una nueva diócesis para Midyat en el siglo XIV. El título de la diócesis también incluía Hesna d'Kifa, cuya diócesis siríaco ortodoxa caducó en el siglo XI, y no está claro si sus obispos se asentaron en el monasterio de Mar Abraham cerca de Midyat o en el monasterio de la Cruz cerca de Hesna d'Kifa. A finales del siglo XVI, la diócesis se dividió y, a partir de entonces, tanto Midyat como Hesna d'Kifa tuvieron sus propios obispos, con los obispos de Hesna d'Kifa asentados en el monasterio de la Cruz en al-ʿItafiya.
En la región de Mosul, que había tenido durante mucho tiempo la única diócesis del monasterio de Mar Mattai, se creó una nueva diócesis a mediados del siglo XVI, cuyos obispos se asentaron en el monasterio de Mar Behnam cerca de Beth Khudaida (o Qaraqosh).
En el siglo XVI, ciertos nombres se habían asociado con relativa firmeza a diócesis particulares, y casi invariablemente fueron adoptados por sus obispos. El nombre Yohannan, por ejemplo, se asoció con la diócesis de Qartmin y Dionisio con Alepo.

## La Iglesia ortodoxa siríaca en elsigloXIX
En 1792 o 1793 se creó una diócesis ortodoxa siríaca separada para Mosul, hasta entonces bajo la jurisdicción de la diócesis de Mar Mattai, en respuesta a la consagración de un obispo católico siríaco para Mosul en 1790.
En la década de 1840, poco después de que recuperara el antiguo monasterio de Mar Awgin de los sirios orientales, la Iglesia ortodoxa siríaca revivió la antigua diócesis de Nísibis. Cuatro obispos sirio-ortodoxos de Nísibis se asentaron en el monasterio de Mar Awgin hasta el estallido de la Primera Guerra Mundial.

## La Iglesia ortodoxa siríaca en elsigloXX

Villa siríaca de Kafro, recientemente restablecida por retornados siríacos europeos.

En 1914 la Iglesia ortodoxa siríaca tenía fuera de India las siguientes diócesis:
- Patriarcado de Antioquía y todo el Oriente, con sede en el monasterio de Deir ez-Zaʿfaran en Mardin. Junto al patriarca había 2 metropolitanos sin diócesis o tibéloyé (universales);
- Mafrianato del Oriente, que era al mismo tiempo metropolitano de Jerusalén, pero residía junto al patriarca en Deir ez-Zaʿfaran y tenía un vicario en Jerusalén;
- Metropolitanato de Mosul, con sede en el monasterio de Cheh-Mati, cerca de Mosul, del cual el metropolitano era abad;
- Metropolitanato de Mardin;
- Metropolitanato de Edesa (actual Sanliurfa);
- Metropolitanato de Kharput, con sede en Mezre (actual Elaziğ);
- Metropolitanato de Jazira, con sede en Gazarta (actual Cizre);
- Metropolitanato de Emesa (actual Homs);
- Metropolitanato de Amida (actual Diyarbakır).

En los monasterios del distrito de Tur Abdin había 3 obispos: de Midyat, de Deir-el-Eumer y de Tur Abdin.
Las diócesis sirio-ortodoxas de Amida, Mardin y Gazarta fueron arruinadas en la Primera Guerra Mundial (Dioscorus Bar Sawma, el obispo sirio-ortodoxo de Gazarta, estaba entre los miembros de la jerarquía siriaco-ortodoxa asesinados por los turcos y sus auxiliares kurdos en 1915), y no fueron revividas después de la guerra.
En 1921 hubo una gran migración de refugiados sirio-ortodoxos de Turquía al nuevo Mandato francés de Siria. Como resultado, la población de refugiados siríacos de los distritos alrededor de Hasaka, ʿAmuda y Ras al-Ayn fue colocada en 1929 bajo la jurisdicción del obispo Athanasius Thomas Qsir de Alepo, quien tomó el título de Alepo, Jazira y Khabur. En 1933 estos distritos se separaron y organizaron en una diócesis separada de Jazira y Khabur (rebautizada como Jazira y Eufrates en 1943), cuyos obispos se asentaron en la ciudad de Hasaka.
Desde la Segunda Guerra Mundial, la Iglesia ortodoxa siríaca ha establecido una serie de diócesis y vicariatos patriarcales para su diáspora en América y Europa. En América, la Iglesia estableció una diócesis para América del Norte y Canadá en 1957, y vicariatos patriarcales para Brasil y Argentina en 1982. En Europa, la Iglesia estableció una diócesis de Europa Central y Benelux en 1977 y una diócesis para Suecia y Escandinavia en 1978. En 1987 se creó una diócesis separada para el Reino Unido, anteriormente parte de la diócesis de Suecia. La Iglesia también tiene una "diócesis de instituciones patriarcales", cuyo obispo se encuentra en ʿAtshaneh en el Líbano.
Según una estadística católica de 1962, la Iglesia ortodoxa siríaca en ese momento tenía un total de 130 000 miembros, de los cuales 115 000 vivían en Oriente Medio.

## Diócesis del patriarcado en la actualidad
La Iglesia ortodoxa siríaca de Antioquía se hallaba originalmente en toda la región de Oriente Medio e India. En los últimos siglos parte de sus fieles emigraron a otros continentes. Hoy, la Iglesia ortodoxa siríaca tiene varias arquidiócesis y vicariatos patriarcales en muchos países que cubren seis continentes. Todas las circunscripciones eclesiásticas tienen a su frente un arzobispo y por ello son llamadas arquidiócesis, aunque algunos arzobispos son vicarios del patriarca. Las circunscripciones no son estrictamente territoriales ya que las parroquias pueden decidir a qué arquidiócesis pertenecen. Todos los monasterios dependen directamente del patriarca.
Para septiembre de 2021 existen: la arquidiócesis patriarcal con un vicario a su frente, 12 arquidiócesis territoriales y 17 vicariatos patriarcales territoriales. Además hay otros 4 arzobispos que están al frente de diversos departamentos del patriarcado en Siria y 3 arzobispos que cumplen funciones en otros países. El patriarcado tiene además 3 obispos retirados que suelen cumplir algunas funciones.

### Asia
Medio Oriente
Los cristianos ortodoxos sirianos en el Medio Oriente, conocidos simplemente como asirios o siríacos ('suryoye'), son un subgrupo étnico que sigue el rito sirio occidental de la Iglesia ortodoxa siríaca en el Medio Oriente y la diáspora, que suman entre 150 000 y 200 000 personas en su área de habitación indígena en Siria, Irak y Turquía, según estimaciones.
La comunidad se formó y se desarrolló en el Cercano Oriente en la Edad Media. Los cristianos siríacos ortodoxos de Oriente Medio hablan neo-arameo (su idioma original y litúrgico), árabe, y en el caso de los siríacos de Turquía, a veces turco. El centro cultural y religioso tradicional de los ortodoxos siríacos es Tur Abdin, considerado su patria, en el sureste de Turquía, de donde muchas personas huyeron del genocidio organizado por el gobierno otomano (1914-1918) a Siria y Líbano, y Mosul en el norte de Irak.
Siria
El patriarca de Antioquía y Todo el Oriente, jefe supremo de la Iglesia ortodoxa siríaca universal, Ignacio Efrén II Karim desde el 29 de mayo de 2014.
1. Arquidiócesis patriarcal de Damasco, su titular es el patriarca pero la gobierna un vicario patriarcal, el arzobispo Raban Cyril Babi desde el 25 de junio de 2021. Su sede está en el barrio de Bab Tuma en Damasco y comprende las gobernaciones de Damasco y de la Campiña de Damasco.
2. Arquidiócesis de Jazira y Éufrates, bajo la guía y dirección espiritual del arzobispo Maurice Amsih. Su sede está en Hasaka y comprende las gobernaciones de Hasaka y Deir ez-Zor. El exarzobispo Eustatheos Matta Rohum fue reemplazado el 19 de agosto de 2017 y luego se reconcilió con el patriarcado y cumple algunas funciones en la arquidiócesis.
3. Arquidiócesis de Alepo y alrededores, bajo la guía y dirección espiritual del metropolitano arzobispo Yohanna Ibrahim, quien fue secuestrado en 2013 y permanece desaparecido a diciembre de 2020, presumiéndose que fue asesinado en diciembre de 2016. La sede está gobernada interinamente por el delegado patriarcal arzobispo Boutros Kassis, asistente del patriarca. Su sede está en Alepo y comprende las gobernaciones de Alepo, Idlib, Al-Raqa y Latakia.
4. Arquidiócesis de Homs, Hama, Tartús y alrededores, bajo la guía y dirección espiritual del metropolitano arzobispo Selwanos Boutros Al-Nehmeh. Su sede está en Homs y comprende las gobernaciones de Homs, Hama y Tartús.

El patriarcado está organizado en departamentos, a algunos de los cuales se le asigna un arzobispo a su frente como vicario patriarcal:
1. Vicariato patriarcal de Asuntos Juveniles y Educación Cristiana, tiene sede en Damasco y a su frente se halla el arzobispo Anthimos Jack Yacoub.
2. Vicariato patriarcal de Asuntos Monásticos y Administración del Seminario Teológico de San Efrén, tiene sede en el monasterio de San Efrén en Sednaya y a su frente se halla el arzobispo Yacoub Babawi.
3. Vicariato patriarcal para Estudios Siríacos, a su frente se halla el arzobispo Severius Roger-Youssef Akhrass desde su consagración el 25 de junio de 2021. Tiene sede en Damasco.
4. Secretaría Patriarcal, a su frente se halla el arzobispo Raban Joseph Bali desde su consagración el 25 de junio de 2021. Tiene sede en Damasco.
5. Los arzobispos retirados Iwanis Paulos Alsuki y Gregorius Saliba Shemoun suelen cumplir funciones de consejeros del patriarca.

La Iglesia ortodoxa siríaca es una de las ocho denominaciones cristianas del país. Están más concentrados en la gobernación de Hasaka (o la región de Jazira) en las aldeas a lo largo del río Khabur, como Tal Tamer, donde constituyen una mayoría junto con otros grupos cristianos sirios. También establecieron las ciudades de Hasaka y Qamishli en la gobernación después de las masacres de 1915, cuando muchos cristianos huyeron de Turquía. A mediados de la década de 1970 se estimaba que 82 000 siríacos ortodoxos vivían en el país, pero este número se estima en 400 000 en 2016, incluidos otros grupos asirios. Parte de la razón de este aumento se debe a la afluencia de refugiados iraquíes después de la invasión de 2003 junto con el crecimiento natural de la población durante un período de 40 años. Otros centros de ortodoxos siríacos fuera de Jazira incluyen Feiruzy, Al-Hafar, Kafr Ram, Maskanah, Al-Qaryatayn, Sadad y Zeidal. Otras ciudades incluyen Damasco, donde se centra el patriarcado desde 1959, y Homs. El bombardeo de Homs en 2012 dañó la ciudad y dispersó a gran parte de su población, que hasta entonces albergaba una gran comunidad cristiana de diversas denominaciones.
Tierra Santa
1. Vicariato patriarcal de Jerusalén, Jordania y Tierra Santa, bajo la guía y dirección espiritual del arzobispo Raban Gabriel Dahho. Con sede en Jerusalén Este, comprende Israel, los Territorios Palestinos y Jordania.

Irak
1. Arquidiócesis de Bagdad y Basora, bajo la guía y dirección espiritual del metropolitano arzobispo Severius Jamil Hawa. Su sede está en Bagdad y comprende las gobernaciones de Bagdad y de Basora.
2. Arquidiócesis de Mosul, Kirkuk y Kurdistán y alrededores, bajo la guía y dirección espiritual del metropolitano arzobispo Nicodemus Daoud Sharaf. Su sede está en Mosul y comprende en la gobernación de Nínive los distritos de Mosul y Sinyar y la localidad de Bajdida, y además las gobernaciones de Erbil, Solimania y Kirkuk.
3. Arquidiócesis del Monasterio de Mar Mattai, bajo la guía y dirección espiritual del metropolitano arzobispo Timotheos Moussa Al-Shamani. Su sede está en el monasterio de Mar Mattai cerca de Bartella y comprende en la gobernación de Nínive las localidades de Bartella, Bashiqa, Bahzani y Merki y en la gobernación de Duhok la localidad de Aqrah.

La comunidad siríaca en Irak vive principalmente en Mosul y la región de las llanuras de Nínive en el norte de Irak en las ciudades de Merki, Bartella, Bajdida y Karamlesh. Se estima que entre 15 000 y 20 000 cristianos ortodoxos siríacos vivían allí en 1991. Desde la década de 1960, muchos se han trasladado al sur, a Bagdad. Las estimaciones más recientes (2014) de su población total en Irak se encuentran entre 30 000-40 000 o 50 000-70 000. Históricamente, los siríacos de las llanuras de Nínive y el norte de Irak se originaron en Tikrit, pero emigraron al norte durante un período entre 1089 y 1400 debido a la persecución y un genocidio de Tamerlán.
Líbano
1. Arquidiócesis del Monte Líbano y Trípoli, bajo la guía y dirección espiritual del metropolitano arzobispo Theophilus Georges Saliba. Con sede en Bauchrieh, comprende las gobernaciones de Monte Líbano, Líbano Norte y Líbano Sur.
2. Vicariato patriarcal de Zahle y Becá, bajo la guía y dirección espiritual del arzobispo Justinos Boulos Safar. Su sede está en Zahlé y comprende la gobernación de Becá.
3. Arquidiócesis de Beirut, bajo la guía y dirección espiritual del metropolitano arzobispo Clemis Daniel Kourieh. Con sede en Beirut, comprende la gobernación de Beirut.
4. Vicariato patriarcal de las Instituciones Patriarcales de Benevolencia en Atchane, bajo la guía y dirección espiritual del arzobispo Chrysostomos Mikhael Chamoun. Con sede en Atchane, Bikfaya, en donde hay una residencia patriarcal.

Los cristianos siríacos ortodoxos son uno de los varios grupos minoritarios cristianos en el Líbano. Una comunidad jacobita se estableció en el Líbano entre los maronitas después de las invasiones mongolas en la Baja Edad Media, sin embargo, esta comunidad fue dispersada o absorbida por los maronitas. Assemani (1687-1768) señaló que muchas familias maronitas eran de origen jacobita. Una comunidad jacobita estuvo presente en Trípoli en el siglo XVII. Los acontecimientos de 1915 obligaron a los siríacos ortodoxos de Tur Abdin a huir al Líbano, donde formaron comunidades en los distritos de Beirut de Zahlah y Musaytbeh. Los refugiados siríacos de la Cilicia con mandato francés llegaron en 1921 y reforzaron su número. En 1944 se estimó que 3753 siríaco ortodoxos vivían en el Líbano. Antes de la guerra civil libanesa (1975-1990), había 65 000 sirio ortodoxos en el país. La mitad de la comunidad emigró como resultado de la violencia, y muchos fueron a Suecia, que protegía a los "apátridas". En 1987 había sólo unos pocos miles de siríacos ortodoxos en el Líbano. El conflicto de Siria ha provocado una afluencia de refugiados cristianos sirios, muchos de los cuales son cristianos sirianos.
Turquía
1. Vicariato patriarcal de Estambul, Ankara y Esmirna, bajo la guía y dirección espiritual del arzobispo Filüksinos Yusuf Çetin. Con sede en Estambul, comprende las provincias de Estambul, Ankara y Esmirna.
2. Arquidiócesis de Mardin y Diyarbakır, bajo la guía y dirección espiritual del metropolitano arzobispo Filüksinos Saliba Özmen. Con sede en el monasterio de Mor Hananyo en Mardin, comprende en la provincia de Mardin las localidades de Mardin y Dereiçi, y la provincia de Diyarbakır.
3. Arquidiócesis de Tur Abdin, bajo la guía y dirección espiritual del metropolitano arzobispo Timotheus Samuel Aktaş, abad del monasterio de Mor Gabriel. En ese monasterio está la sede de la arquidiócesis, en Midyat. Comprende en la provincia de Mardin las localidades de Tur Abdin, İdil (Beth-Zabday) y Nusaybin (Nísibis).
4. Vicariato patriarcal de Adıyaman y alrededores, bajo la guía y dirección espiritual del arzobispo Gregorius Melki Ürek. Con sede en Adıyaman, comprende las provincias de Adıyaman, Elazığ, Malatya, Sanliurfa, Adana, Mersin y Hatay. Fue creado el 10 de diciembre de 2006. Un metropolitanato fue creado en 1701, pero para la década de 1870 el área era parte del metropolitanato de Siverek.

La comunidad siríaca de Turquía se identifica como sūryōyō, históricamente como sūrōyō o sūrōyē (hasta hace 20 años). Las características de identidad que definen a los siríacos de Tur Abdin son el idioma neo-arameo y la Iglesia ortodoxa siríaca, y su identidad religiosa se correlaciona con una identidad étnica. Los matrimonios entre siríacos y otros grupos cristianos (armenios y griegos) son, por tanto, muy raros. A diferencia de otras comunidades religiosas cristianas siríacas en el Medio Oriente, los siríacos en Turquía todavía hablan idiomas neo arameos, específicamente el idioma turoyo. Sin embargo, algunos también hablan turco y la comunidad de Mardin habla tradicionalmente árabe por razones históricas. Los matrimonios mixtos entre siríacos y otros grupos cristianos (armenios y griegos) también son muy raros.
En 2016 se estimó que había 10 000 sirio-ortodoxos en Turquía, y la mayoría vivía en Estambul. La región de Tur Abdin es un bastión histórico de los siríacos ortodoxos. Antes de la década de 1970 y del conflicto turco-kurdo, la región de Tur Abdin fue el epicentro de la población siríaca de Turquía, con 50-70 000 asirios y siríacos registrados como viviendo allí antes de su éxodo. A partir de 2012, 2400 viven en Tur Abdin, aunque podría ser alrededor de 3-5000 ahora debido a que los refugiados de Irak y Siria se establecieron allí, y los sirios de la diáspora regresaron gradualmente.
Emiratos Árabes Unidos
1. Vicariato patriarcal de los Emiratos Árabes Unidos y los Estados árabes del golfo Pérsico, bajo la guía y dirección espiritual del arzobispo Bartholomaus Nathanael Youssef.

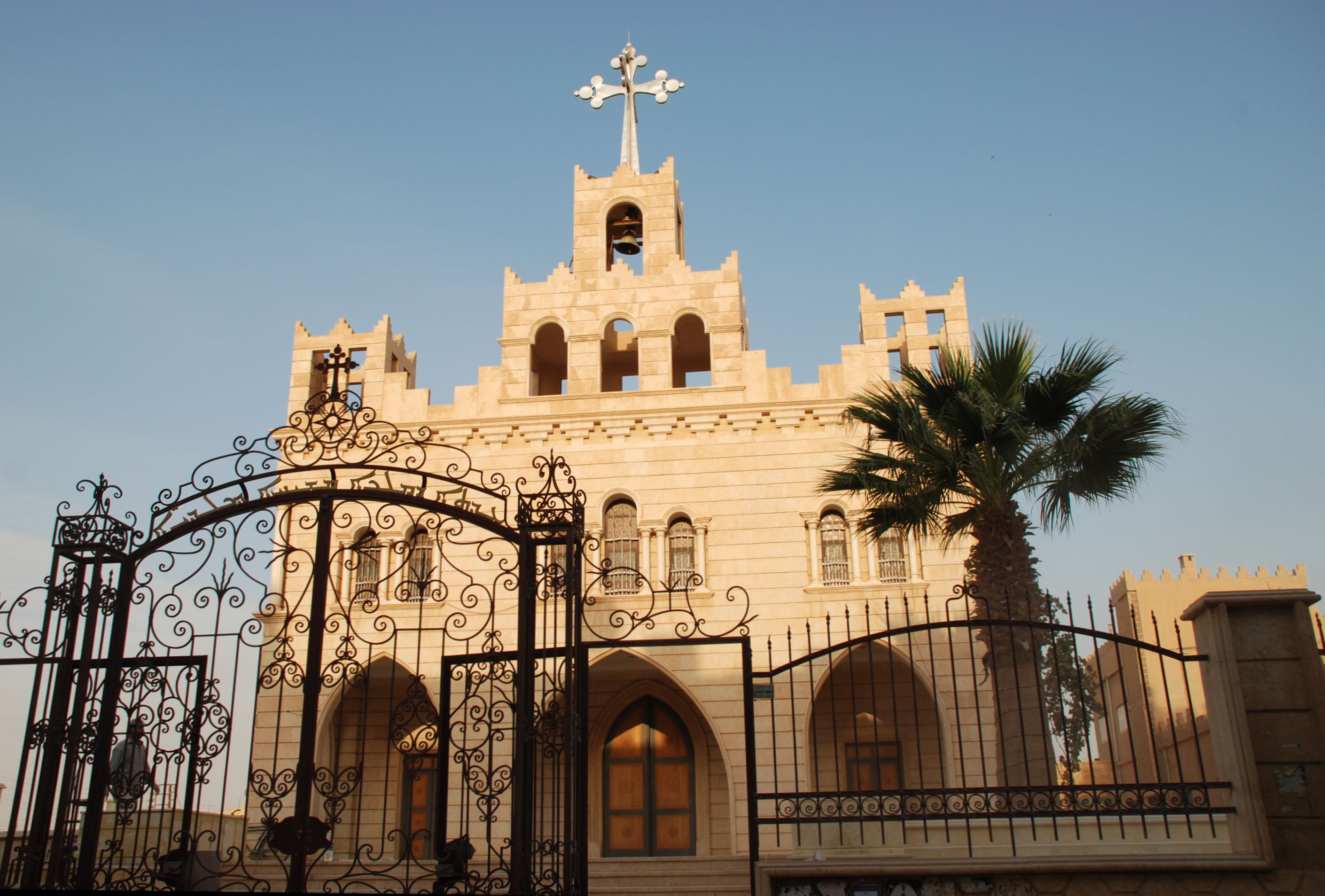
Iglesia ortodoxa siríaca en Hasaka
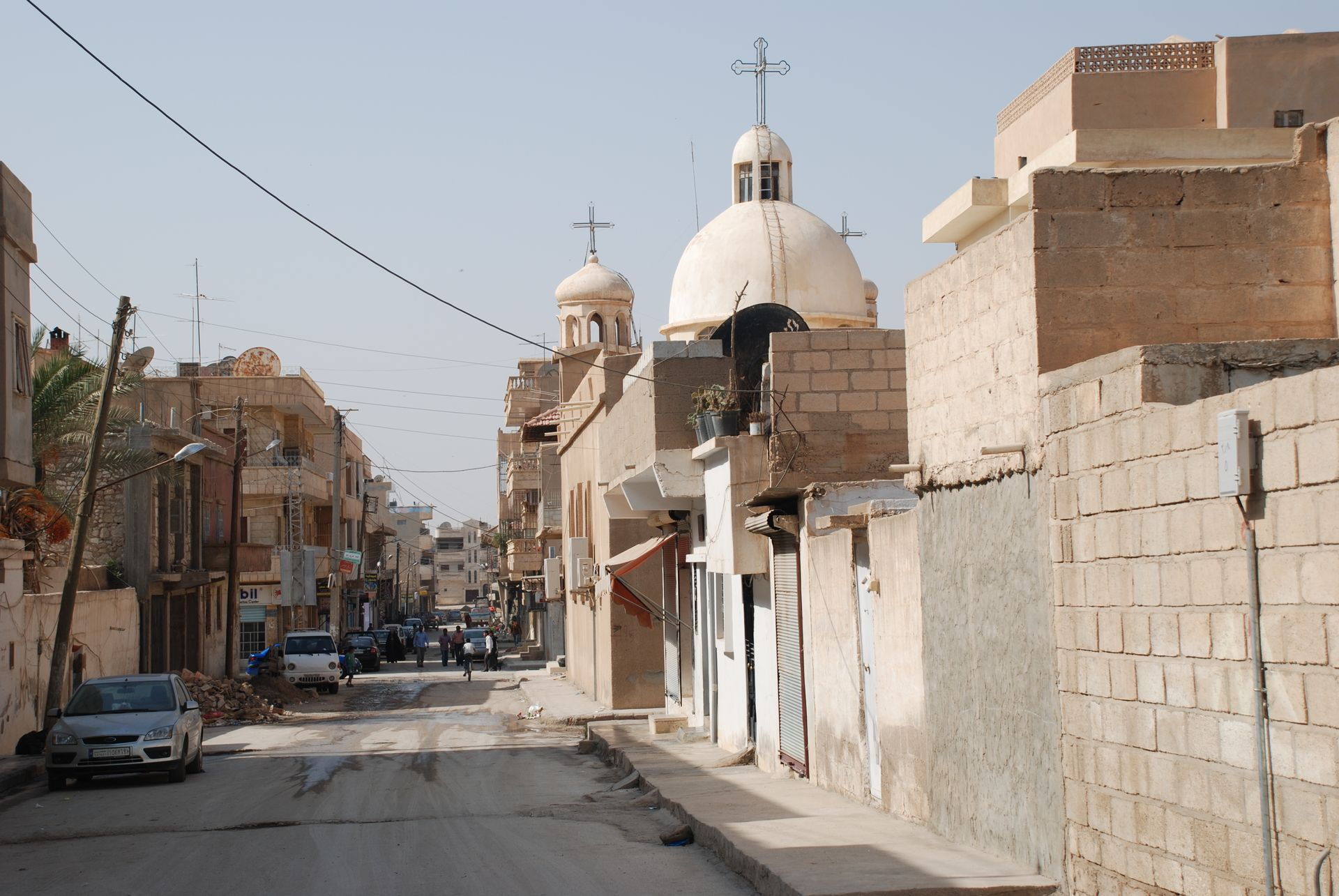
Iglesia en Ras al-Ayn
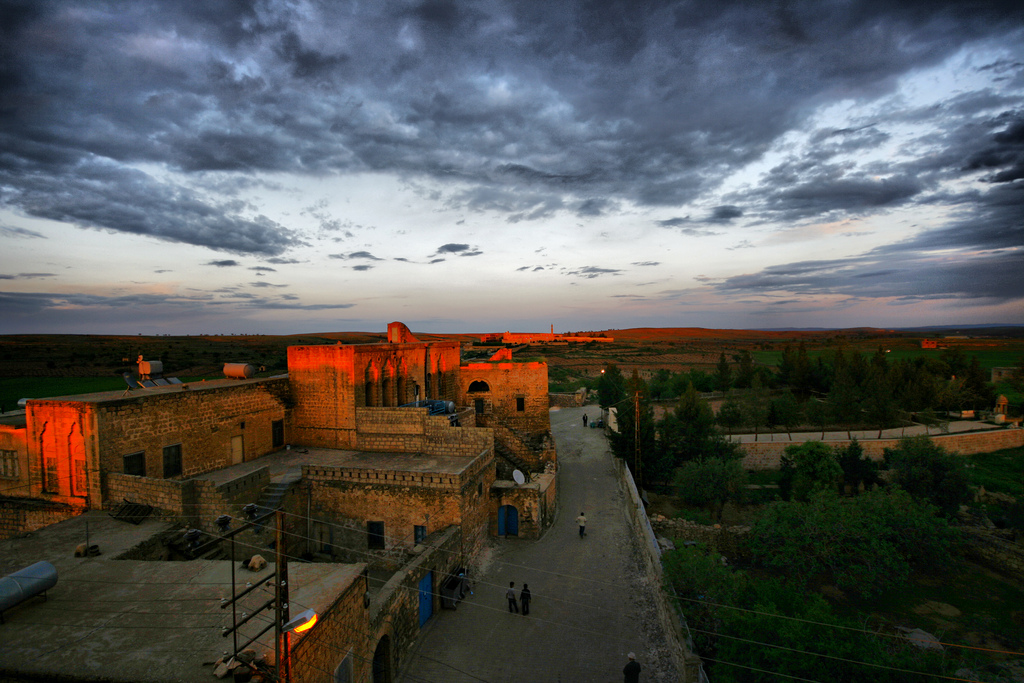
Abadía sirio ortodoxa en Mardin
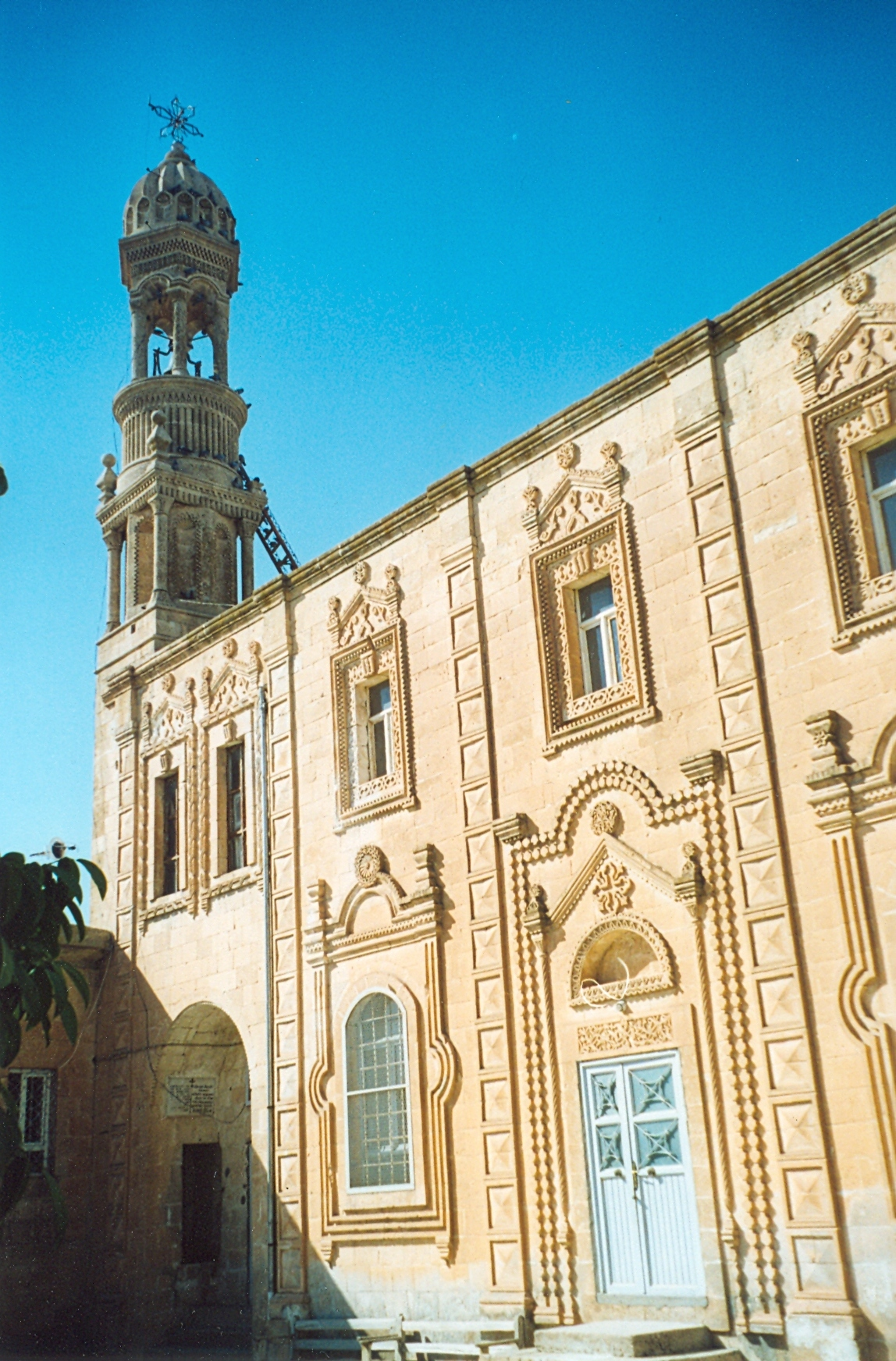
Iglesia Sharbel en Midyat
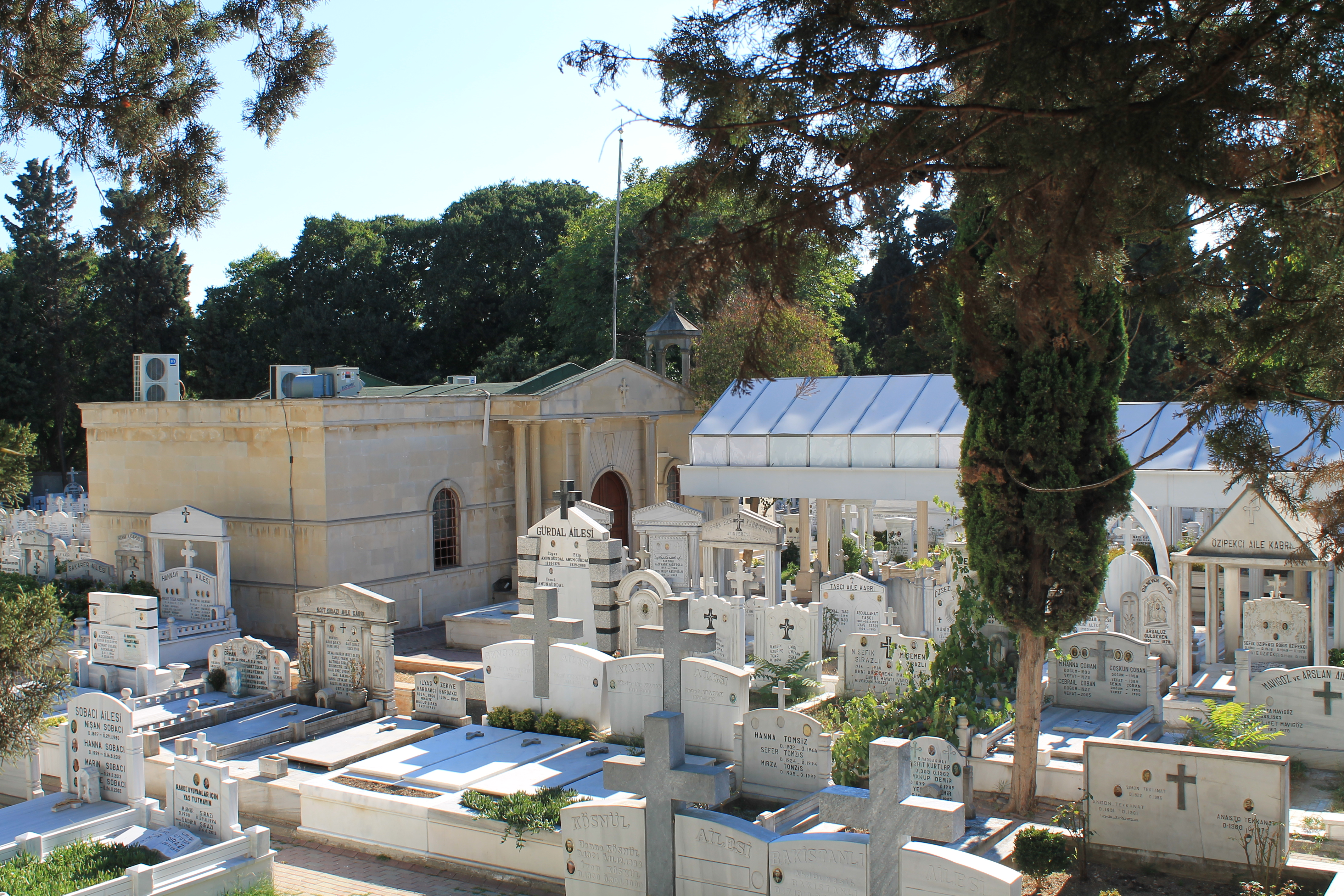
Cementerio ortodoxo siriano en Zeytinburnu

### América
Estados Unidos
1. Vicariato patriarcal del Oriente de Estados Unidos, bajo la guía y dirección espiritual del arzobispo Dionysius Jean Kawak. Tiene sede en Teaneck, Nueva Jersey y comprende Estados Unidos al este del río Misisipi.
2. Vicariato patriarcal del Occidente de los Estados Unidos, bajo la guía y dirección espiritual del arzobispo Clemis Eugene Kaplan. Tiene sede en Burbank, California y comprende Estados Unidos al oeste del río Misisipi.

Canadá
1. Vicariato patriarcal de Canadá, bajo la guía y dirección espiritual del arzobispo Athanasius Elia Bahi. Tiene sede en Montreal y comprende todo Canadá.

En 1957 fue creada la arquidiócesis ortodoxa siríaca de los Estados Unidos y Canadá, pero en 1995 fue disuelta y remplazada por tres vicariatos patriarcales: Canadá y los de occidente y oriente de Estados Unidos.
América Central, el Caribe y norte de Sudamérica
1. Arquidiócesis de Centroamérica, el Caribe y Venezuela, bajo la guía y dirección espiritual del metropolitano arzobispo Yaqub Eduardo Aguirre Oestmann. Tiene sede en ciudad de Guatemala y comprende Centroamérica, México, las islas del Caribe, Venezuela, Colombia y misiones existentes fuera de esos territorios (Estados Unidos y Alemania).

La arquidiócesis de Centroamérica, el Caribe y Venezuela fue creada el 5 de marzo de 2013 para admitir a un grupo cismático de la Iglesia católica denominado Iglesia católica ecuménica renovada, cuyo líder fue consagrado obispo por la Iglesia católica apostólica brasileña.
Argentina
1. Vicariato patriarcal de Argentina, bajo la guía y dirección espiritual del arzobispo Chrysostomos Youhanna Ghassaly. Tiene sede en La Plata y comprende toda Argentina.

Brasil
1. Vicariato patriarcal de Brasil, bajo la guía y dirección espiritual del arzobispo Severius Malke Mourad, instalado el 16 de diciembre de 2018. Tiene sede en São Paulo y comprende todo Brasil.
2. Nunciatura apostólica para las Iglesias de la Misión Evangélica Siríaca en Brasil, a cargo del arzobispo Titus Boulos Touza.

### Europa
A principios del siglo XX muchos sirios ortodoxos emigraron a la diáspora de Europa occidental, ubicada en Suecia, Holanda, Alemania y Suiza, por razones económicas y políticas. Dayro d-Mor Ephrem en Holanda es el primer monasterio siríaco ortodoxo en Europa establecido en 1981. Dayro d-Mor Awgen, Arth, Suiza y Dayro d-Mor Ya`qub d-Sarug, Warburg, Alemania son los otros monasterios ubicados en Europa.
Bélgica, Francia y Luxemburgo
1. Vicariato patriarcal de Bélgica, Francia y Luxemburgo, bajo la guía y dirección espiritual del arzobispo Georges Kourieh. tiene sede en Bruselas y comprende Bélgica, Francia y Luxemburgo.

Alemania
1. Vicariato patriarcal de Alemania, bajo la guía y dirección espiritual del arzobispo Philoxenus Mattias Nayis. Tiene sede en el monasterio de Mor Yacoub de Saroug en Warburg y comprende toda Alemania.
2. Dirección de Relaciones Exteriores en Alemania, bajo la guía y dirección espiritual del arzobispo Julius Hanna Aydın. Tiene asignadas algunas parroquias desde el 9 de diciembre de 2012, es el exvicario patriarcal de Alemania.

Países Bajos
1. Vicariato patriarcal de los Países Bajos, bajo la guía y dirección espiritual del arzobispo Polycarpus Augin (Eugene) Aydın. Tiene sede en el monasterio de San Efrén en Losser y comprende todo Países Bajos.

España
1. Vicariato patriarcal de España, bajo la guía y dirección espiritual del arzobispo Nicolaos Matti Abd Alahad. Tiene sede en Madrid y fue creado en junio de 2015, abarcando toda España.

Escandinavia
1. Arquidiócesis de Suecia y Escandinavia, bajo la guía y dirección espiritual del metropolitano arzobispo Julius Abdulahad Gallo Shabo. Tiene sede en Södertälje y abarca los países escandinavos.
2. Vicariato patriarcal de Suecia, bajo la guía y dirección espiritual del arzobispo Dioscoros Benjamin Atas. Tiene sede en Södertälje y comprende algunas iglesias en Suecia.

Suiza y Austria
1. Vicariato patriarcal de Suiza y Austria, bajo la guía y dirección espiritual del arzobispo Dionysius Issa Gurbuz. Tiene sede en el monasterio de Mor Augin en Arth, Suiza.

Reino Unido
1. Vicariato patriarcal del Reino Unido, bajo la guía y dirección espiritual del arzobispo Athanasius Toma Dawod. Tiene sede en Londres.

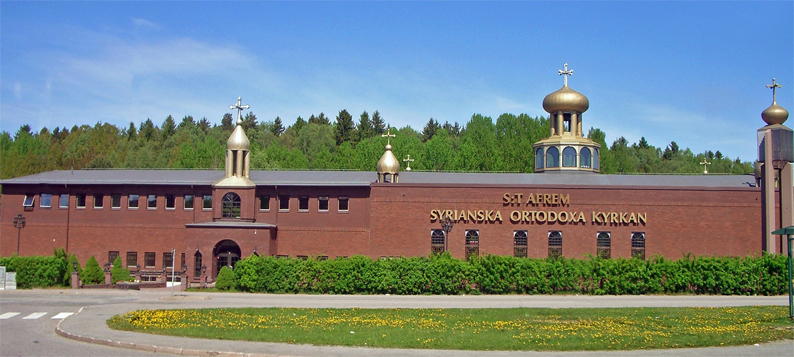
Saint Afram Syriac Orthodox Cathedral
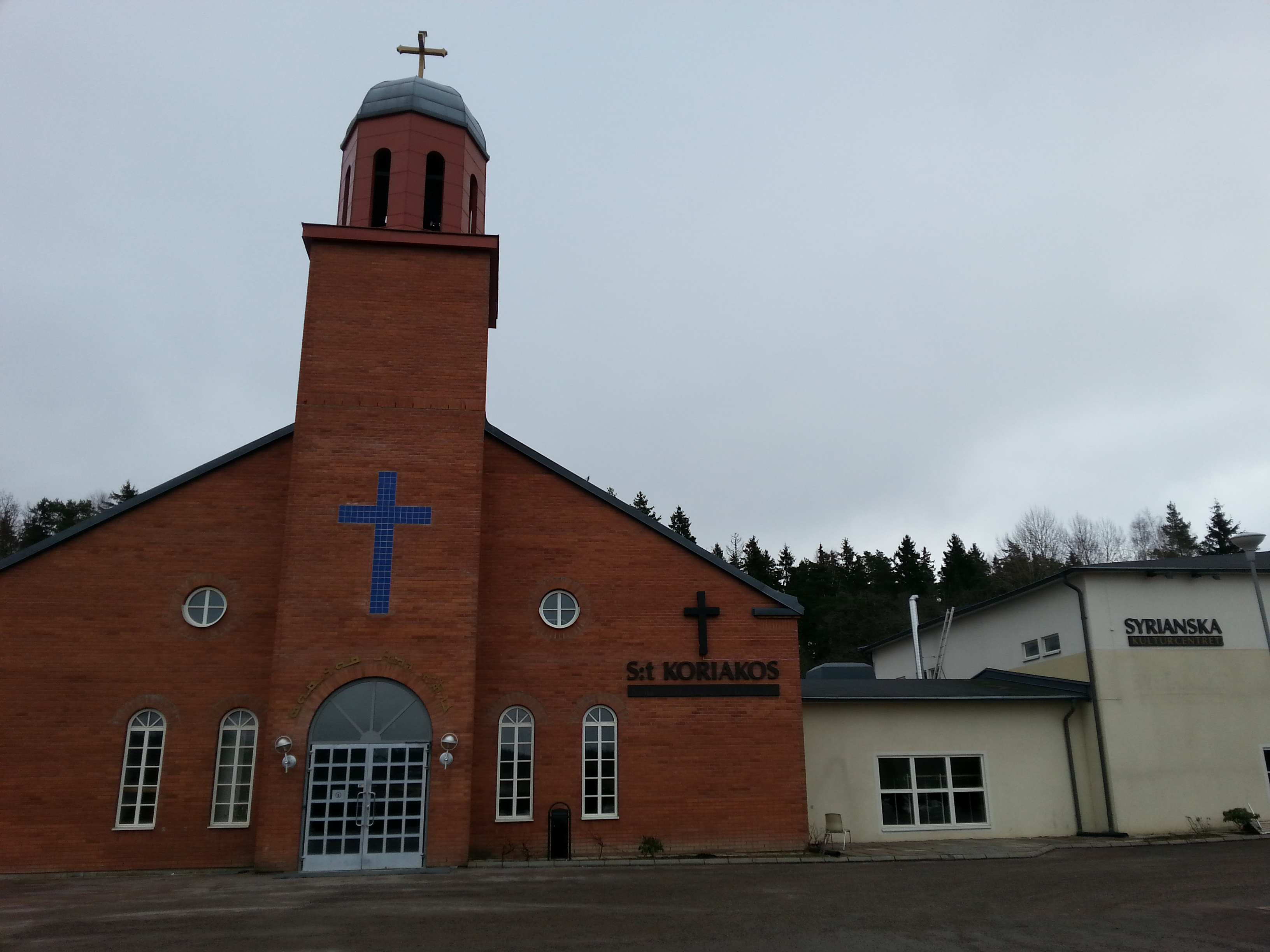
Iglesia San Kuriakose, Vallby, Västerås
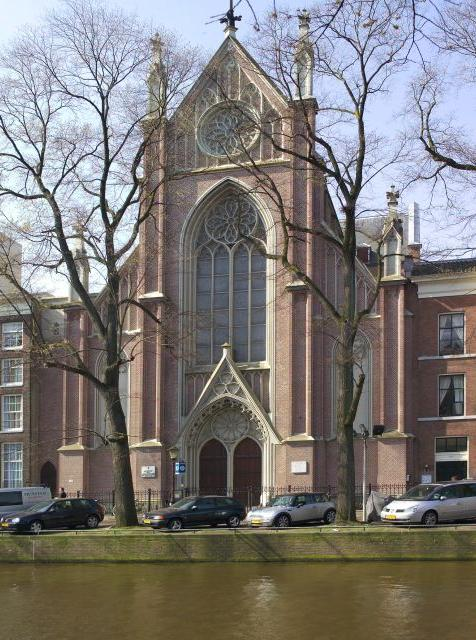
Iglesia de Nuestra Señora, Ámsterdam
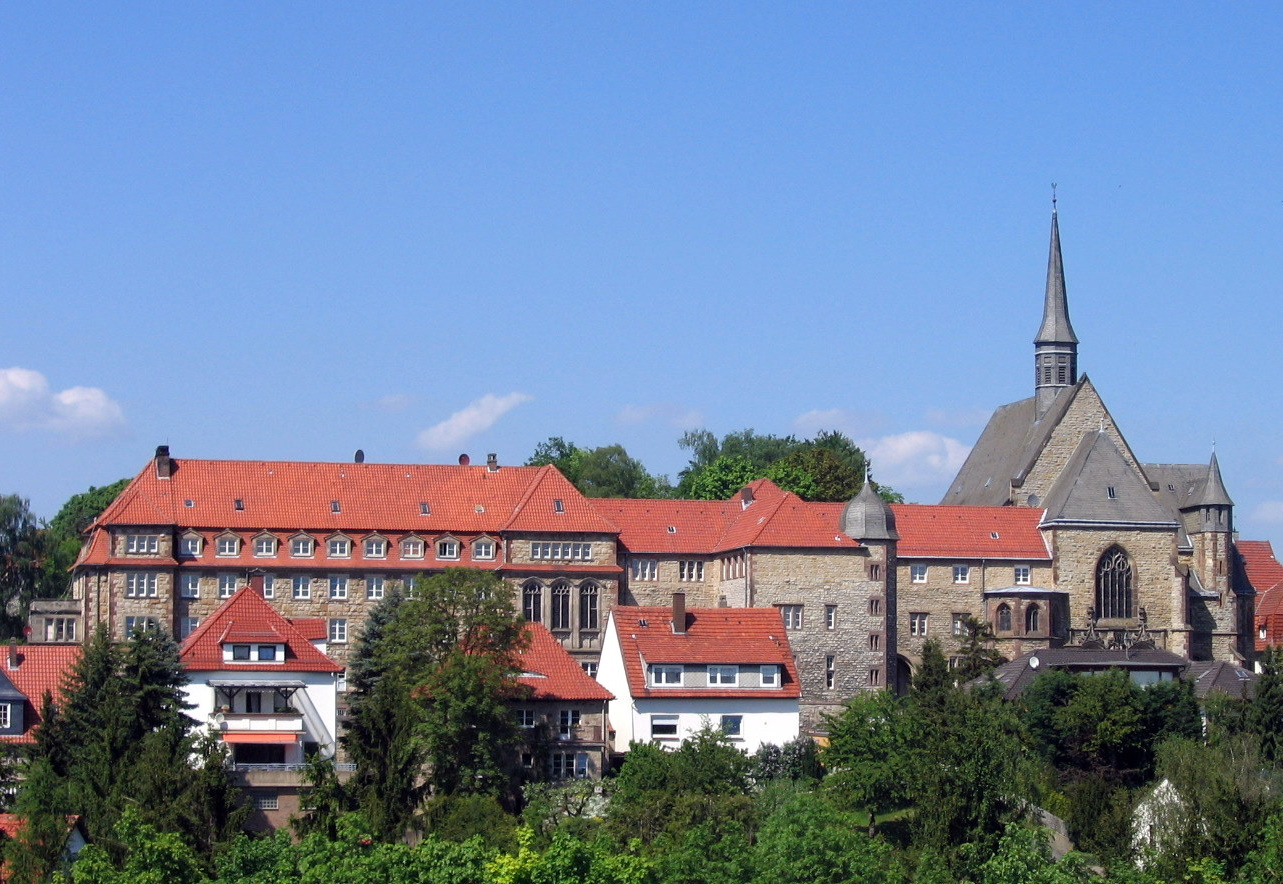
Monasterio de Mor Ya`qub de Sarug en Warburg
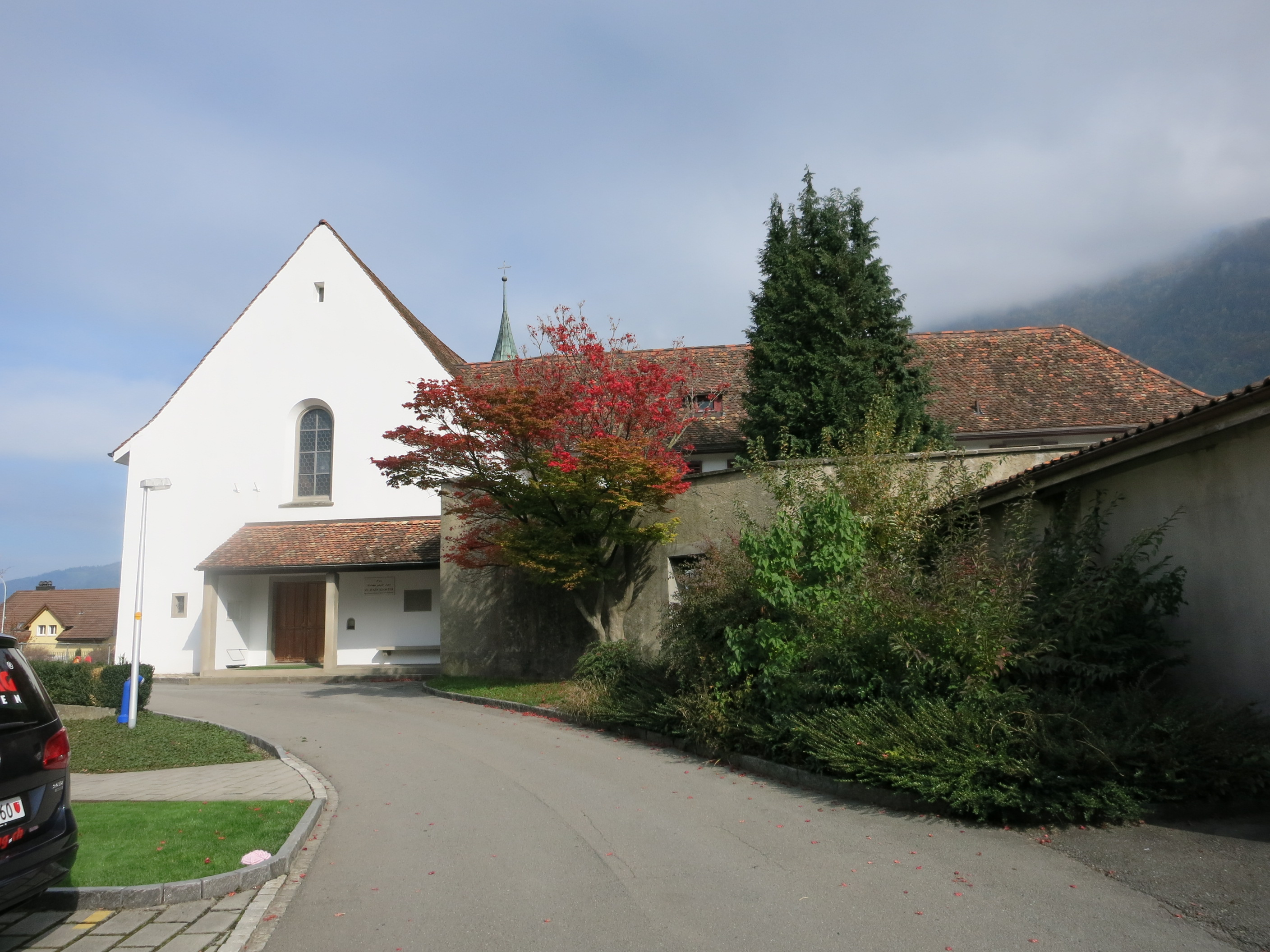
Monasterio St. Avgin, Arth, Suiza

### Oceanía
Australia y Nueva Zelanda
1. Vicariato patriarcal de Australia y Nueva Zelanda, bajo la guía y dirección espiritual del arzobispo Malatius Malki Malki. Tiene sede en Sídney.

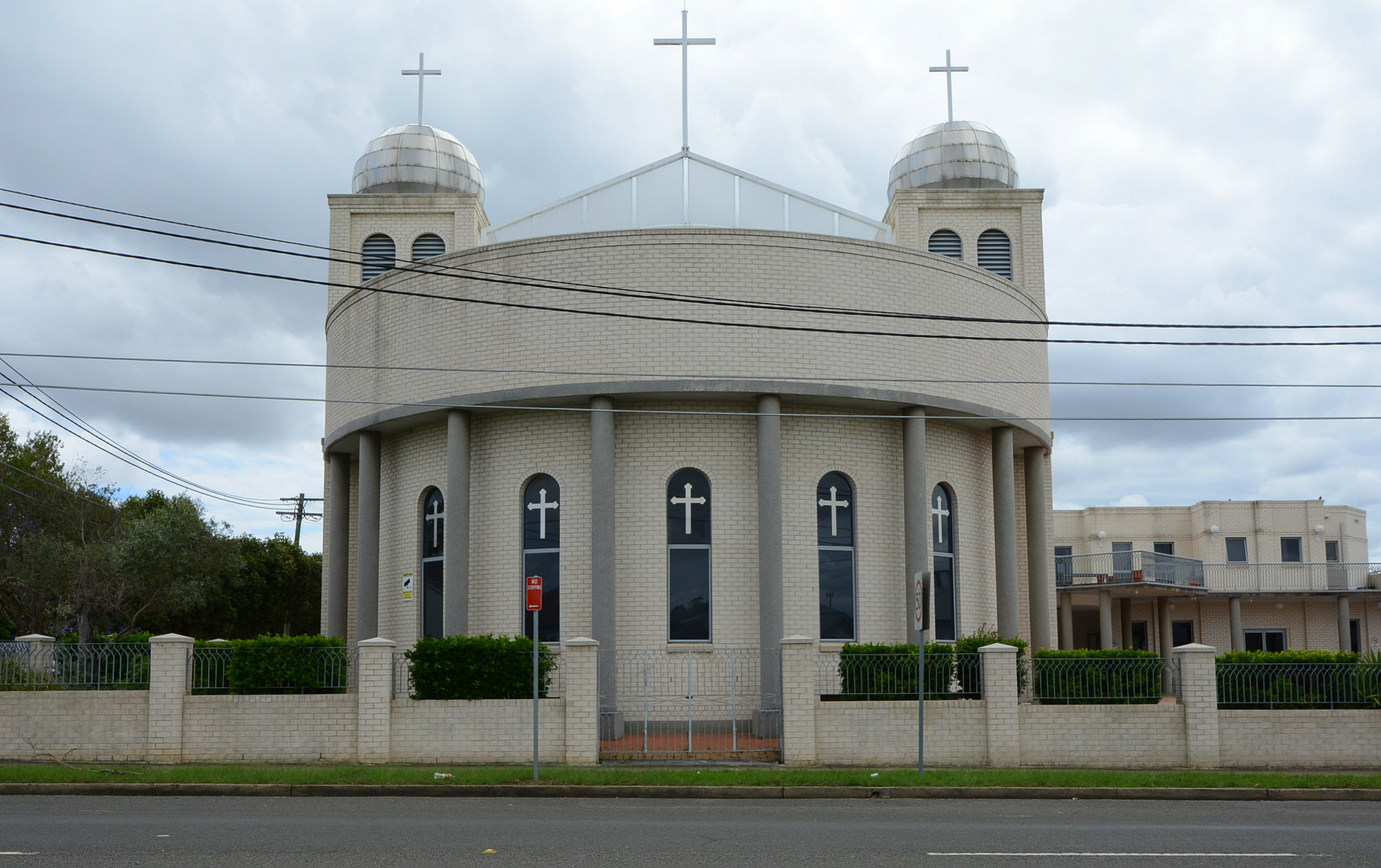
St. Ephraim Cathedral, Lidcombe
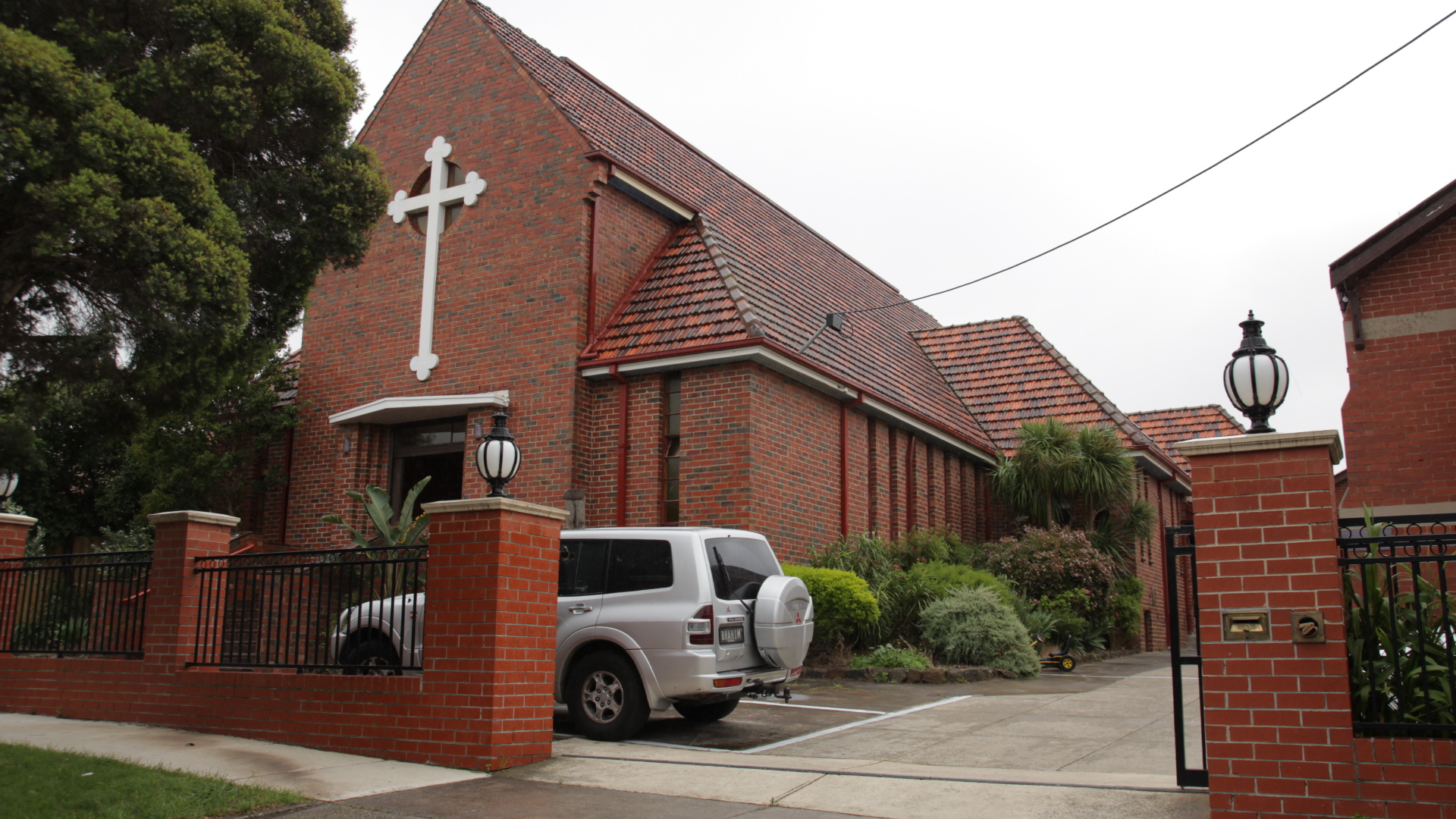
St Aphrem Syrian Orthodox Church, Victoria

### Iglesia autónoma jacobita malankara
La Iglesia cristiana siria jacobita es una jurisdicción autónoma que es una parte integral de la Iglesia ortodoxa siríaca, con el patriarca de Antioquía como su cabeza suprema. El jefe local de la Iglesia en Malankara (Kerala) es el catolicós de India, "verdadero" metropolitano de Malankara Baselios Thomas I, ordenado por el patriarca Ignacio Zaqueo I Iwas en 2002 y responsable ante el patriarca de Antioquía. El mafrianato del Oriente, con sede en Mosul, existente en el patriarcado de Antioquía fue abolido en 1860 y restablecido en 1964 en la India como catolicosado del Oriente, pero en 2002 fue renombrado como catolicosado de India. El catolicós ocupa el segundo puesto en el rango jerárquico de la Iglesia ortodoxa siríaca. La sede de la Iglesia en India está en el Patriarch Ignatius Zakka-I Iwas Centre en Puthencruz (o Puthencuriz), distrito de Ernakulam, en el estado de Kerala en el sur de India. Esta Iglesia es una rama de los llamados cristianos de Santo Tomás en la India. Tiene su propio sínodo (Sínodo Episcopal Malankara) y sus obispos participan de la elección patriarcal, pero no pueden ser candidatos a patriarca. Un seminario teológico tiene sede en Udayagiri. A diferencia de la mayoría de las otras Iglesias patriarcales en el extranjero, el idioma de la Divina Liturgia ortodoxa siríaca en la India es principalmente el malayalam junto con el siríaco. Esto se debe a que casi todos los cristianos siríacos en la India provienen del estado de Kerala, donde el malayalam es el idioma nativo de la gente. La Iglesia ortodoxa de India o de Malankara no está afiliada a la Iglesia ortodoxa siríaca universal debido a un cisma.
Kerala
1. Seminario Teológico Siro Ortodoxo de Malankara, bajo la guía del metropolitano arzobispo Theophilos Kuriakose, vicario patriarcal malankara de Europa, con sede en Udayagiri.
2. Diócesis malankara jacobita de Kollam, bajo la guía del metropolitano arzobispo Theodosius Mathews.
3. Diócesis malankara jacobita de Thumpamon, bajo la guía del metropolitano arzobispo Militos Yuhanon, vicario patriarcal malankara en Australia, Nueva Zelanda y Singapur. Tiene sede en Pathanamthitta.
4. Diócesis malankara jacobita de Niranam, con sede en Niranam, está bajo la guía del metropolitano arzobispo Coorilose Geevarghese (vicario patriarcal malankara en Catar) desde el 30 de julio de 2006, y de su auxiliar el metropolitano Barnabas Geevarghese. Tiene sede en Thiruvalla y fue creada por el patriarca Pedro IV durante su visita a India entre 1875 y 1877.
5. Diócesis malankara jacobita de Kottayam, bajo la guía del metropolitano arzobispo Timotheos Thomas. Tiene sede en Kottayam.
6. Diócesis malankara jacobita de Idukki, bajo la guía del metropolitano arzobispo Philoxenos Zacharias.
7. Diócesis malankara jacobita de Kandanad, bajo la guía del metropolitano arzobispo Ivanios Mathews. Tiene sede en Kadackanad y fue creada en 1876.
8. Diócesis malankara jacobita de Cochín (o Kochi), bajo la guía del metropolitano arzobispo Gregorios Joseph, quien desde agosto de 2019 es además fideicomisario metropolitano del catolicosado (administrador de la Iglesia), luego de que el catolicós renunciara ese puesto en mayo de 2019. Fue creada en 1876 y tiene sede en Tripunithura.
9. Diócesis malankara jacobita de Muvattupuzha, bajo la guía del metropolitano arzobispo Anthimos Mathews, vicario patriarcal malankara en el Reino Unido y en Irlanda. Fue creada el 1 de octubre de 2012 con parte de la diócesis de Angamaly y tiene sede en Muvattupuzha.
10. Diócesis malankara jacobita de Thrissur (o Trichur), bajo la guía del metropolitano arzobispo Clemis Kuriakose desde mayo de 2020.
11. Diócesis malankara jacobita de Kozhikode (o Calicut), bajo la guía del metropolitano arzobispo Irenious Paulose, vicario patriarcal malankara en Omán. Tiene sede en Thamarassery.
12. Diócesis malankara de Malabar, bajo la guía del metropolitano arzobispo Polycarpose Zacharias.
13. Diócesis malankara jacobita de Angamaly, fue creada en 1876, es la sede propia del catolicós Baselios Thomas I, quien tiene un asistente, el metropolitano Athanasios Elias, presidente del Movimiento Antioqueno en la India y vicario general de la catedral. Se divide en 5 regiones, cada una de las cuales tiene a su frente un obispo metropolitano:

1. Región Angamaly, bajo la dirección del metropolitano arzobispo Severios Abraham, abad del Mor Gabriel Dayaro. Tiene sede en Perumbavoor, distrito de Ernakulam.
2. Región Perumbavoor, bajo la dirección del metropolitano arzobispo Aphrem Mathews. Tiene sede en Puthencruz.
3. Región Pallikkara,
4. Región Kothamangalam, bajo la dirección del metropolitano arzobispo Yulios Elias.
5. Región Highrange (o Adimali), bajo la dirección del metropolitano arzobispo Yulios Elias.

Resto de India
1. Diócesis malankara jacobita de Mangalore, con sede en Mangalore, está bajo la guía del metropolitano arzobispo Anthonios Yaqu'b, también metropolitano de la Misión de San Antonio en Honavar.
2. Diócesis malankara jacobita de Bangalore, con sede en Bangalore, está bajo la guía del metropolitano arzobispo Osthathios Pathros.
3. Diócesis malankara jacobita de Mylapore, tiene sede en Madhavram y comprende los estados de Tamil Nadu, Pondicherry, Andhra Pradesh y Telangana. Las iglesias malankaras fuera de Kerala tuvieron un metropolitano en 1979 y en 2009 fueron divididas en 3 diócesis: Delhi, Bombay y Bangalore. Poco después la diócesis de Bangalore fue dividida y se creó la diócesis de Mylapore. Está bajo la guía del metropolitano arzobispo Osthatheos Issac, vicario patriarcal malankara en los Emiratos Árabes Unidos.
4. Diócesis malankara jacobita de Bombay, bajo la guía del metropolitano, arzobispo Alexandrios Thomas.
5. Diócesis malankara jacobita de Delhi, con sede en Nueva Delhi, está bajo la guía del metropolitano arzobispo Eusabios Kuriakose, vicario patriarcal de Kuwait. Comprende las iglesias distribuidas en los estados del norte, este y centro de la India.

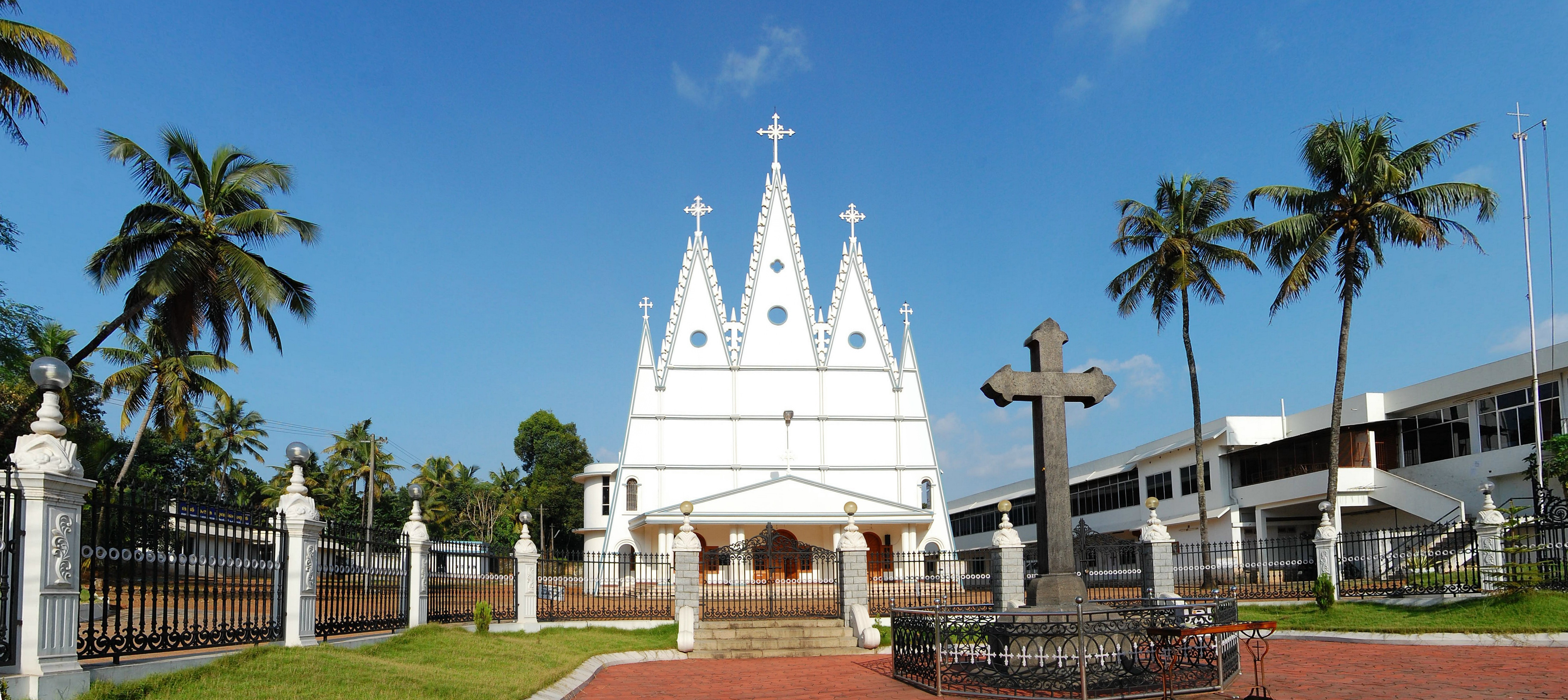
Iglesia Bethel Suloko, Perumbavoor, India
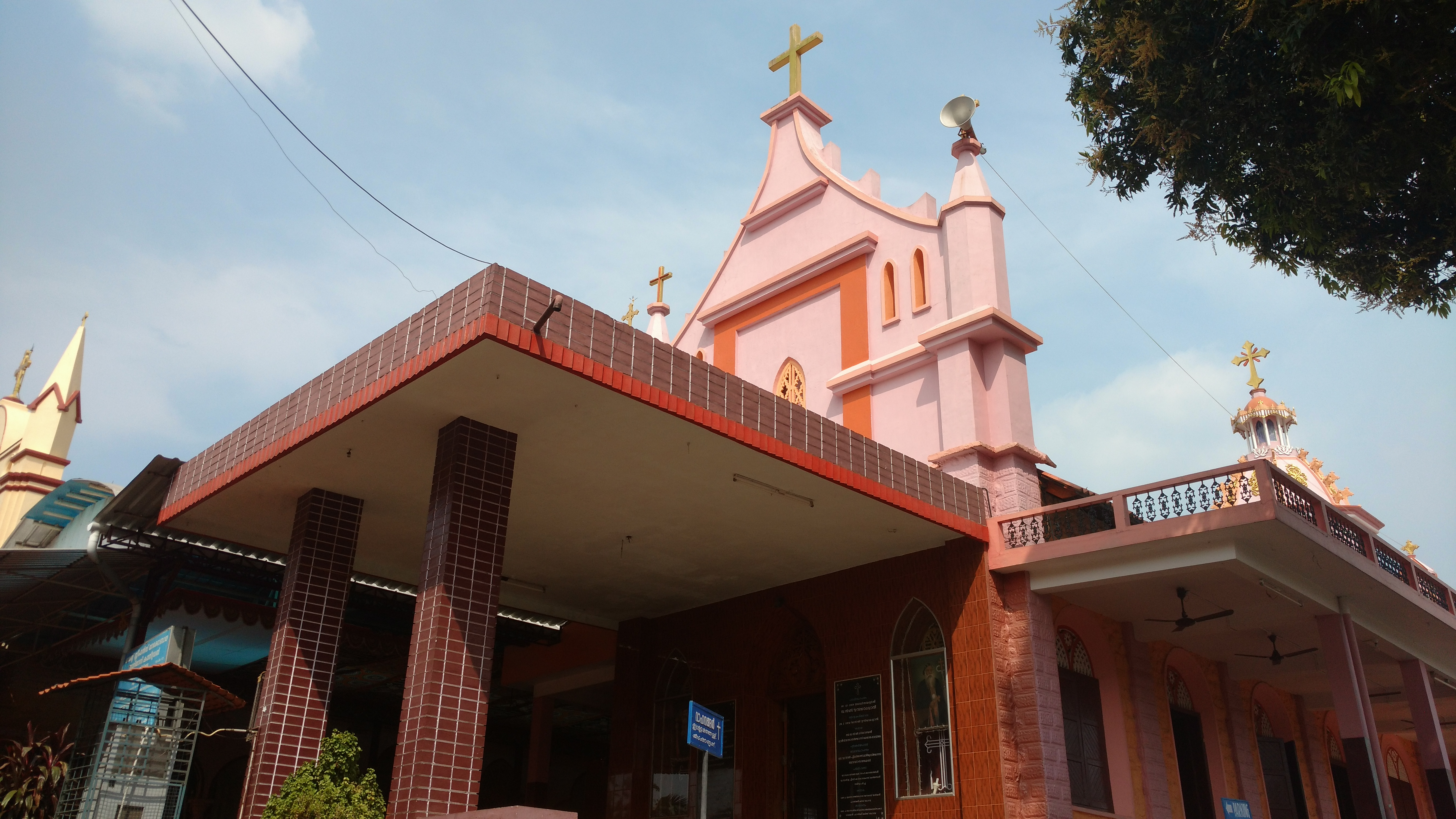
Monasterio de San Ignacio, Manjinikkara

Fuera de India
Las jurisdicciones malankaras fuera de India están bajo la directa jurisdicción del patriarca.
1. Vicariato patriarcal malankara jacobita de Europa, comprende Europa excepto el Reino Unido e Irlanda. Fue creado en 1994 y en julio de 2008 se le separó el Reino Unido e Irlanda. Está bajo la guía del arzobispo Theophilos Kuriakose, metropolitano del seminario teológico malankara.
2. Vicariato patriarcal malankara jacobita del Reino Unido, fue creado en julio de 2008 separándolo del vicariato patriarcal de Europa. Está bajo la guía del metropolitano de Muvattupuzha, arzobispo Anthimos Mathews.
3. Vicariato patriarcal malankara jacobita de Irlanda, fue creado en julio de 2008 separándolo del vicariato patriarcal de Europa. Está bajo la guía del metropolitano de Muvattupuzha, arzobispo Anthimos Mathews.
4. Vicariato patriarcal malankara jacobita de Australia y Nueva Zelanda, creado en 2006, comprende Australia y Nueva Zelanda. Desde agosto de 2017 está bajo la guía del metropolitano de Thumpamon, arzobispo Militos Yuhanon.
5. Vicariato patriarcal malankara jacobita de Singapur y Malasia, bajo la guía del metropolitano de Thumpamon, arzobispo Militos Yuhanon. Tiene sede en Singapur.
6. Vicariato patriarcal malankara de Norteamérica, bajo la guía y dirección espiritual del metropolitano arzobispo Titus Yeldho desde el 4 de enero de 2004. Tiene sede en Nueva York y comprende las parroquias malankaras de Estados Unidos y Canadá. Fue creado en 1993.
7. Vicariato patriarcal malankara jacobita de Kuwait, bajo la guía del arzobispo Eusabios Kuriakose, metropolitano de Delhi. Fue creado en 1973.
8. Vicariato patriarcal malankara jacobita de Emiratos Árabes Unidos, bajo la guía del metropolitano de Mylapore arzobispo Osthatheos Issac. Fue creado en 1971.
9. Vicariato patriarcal malankara jacobita de Baréin, bajo la guía del metropolitano arzobispo Coorilos Geevarghese.
10. Vicariato patriarcal malankara jacobita de Omán, bajo la guía del metropolitano de Calicut arzobispo Irenious Paulose.
11. Vicariato patriarcal malankara jacobita de Catar, bajo la guía del metropolitano de Niranam arzobispo Coorilose Geevarghese.

Bajo dependencia patriarcal en India
Sus metropolitanos son parte del sínodo malankara, pero están bajo directa jurisdicción patriarcal.
1. Misión de San Antonio en Honavar, bajo la guía del metropolitano de Mangalore, arzobispo Anthonios Yaqu'b.
2. Iglesias Simhasana de Kottayam y alrededores, desde 21 de abril de 2007 bajo la guía del metropolitano arzobispo Dionysius Geevarghese, abad del Piramadom Dayro.
3. Iglesias Simhasana del Norte de Kerala, bajo la guía del metropolitano arzobispo Dioscorus Kuriakose, abad del Malecuriz Dayro.
4. Iglesias Simhasana del Sur de Kerala, bajo la guía del metropolitano arzobispo Athanasios Geevarghese, abad del Mor Ignatius Dayro de Manjinikkara.
5. Secretaría Patriarcal de Asuntos Indios, metropolitano arzobispo Thimothios Mathews. Tiene sede en el monasterio de San Efrén en Sednaya, Siria.
6. Arquidiócesis de la Asociación Evangelística de Oriente, es la asociación misionera de la Iglesia ortodoxa siríaca fundada en 1924 por 'Malphono Naseeho' Geevarghese Athunkal corepíscopo en Perumbavoor, en donde tiene su sede. Está bajo la guía del metropolitano arzobispo Chrysostomos Markose. Es una organización con varias iglesias, instituciones educativas, orfanatos, hogares de ancianos, dayaras, convento, publicaciones, centros de misión, equipo de evangelización, institutos de formación misionera.
7. Arquidiócesis siro malankara Knanaya, la Iglesia ortodoxa siríaca knanaya es una arquidiócesis bajo la guía y dirección del arzobispo y metropolitano jefe Severios Kuriakose con el patriarca como cabeza espiritual. Son los seguidores del comerciante sirio Knāy Thoma (Tomás de Caná) en el siglo IV o VIII, mientras que otra leyenda remonta su origen a los judíos en el Medio Oriente. La diócesis fue creada en 1910. Tiene sede en el seminario Mor Aphrem en Chingavanam y comprende todas las iglesias knanayas dentro y fuera de la India. La arquidiócesis está dividida en cuatro regiones, cada una con un obispo a su frente:

1. Regiones de Kallissery y Malabar, administradas por el metropolitano Gregorios Kuriakose.
2. Región de Ranni y regiones fuera de Kerala, administradas por el metropolitano Ivanios Kuriakose.
3. Regiones de Estados Unidos, Canadá y Europa, administrada por el metropolitano Silvanos Ayub.
4. Regiones de Chingavanam, golfo Pérsico y Oceanía, administradas por el metropolitano jefe arzobispo Severios Kuriakose.

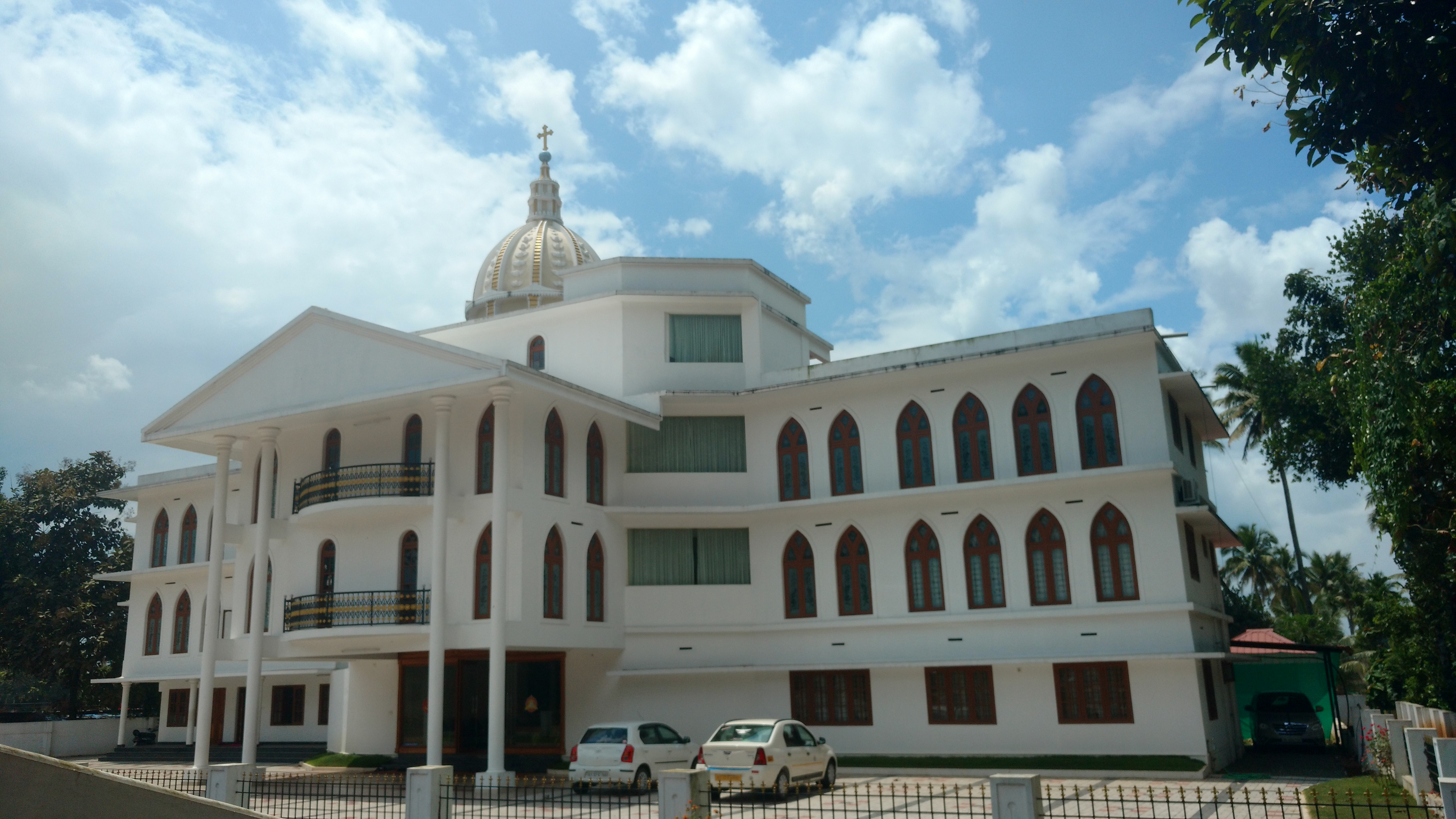
Sede de la arquidiócesis de la Asociación Evangelística de Oriente
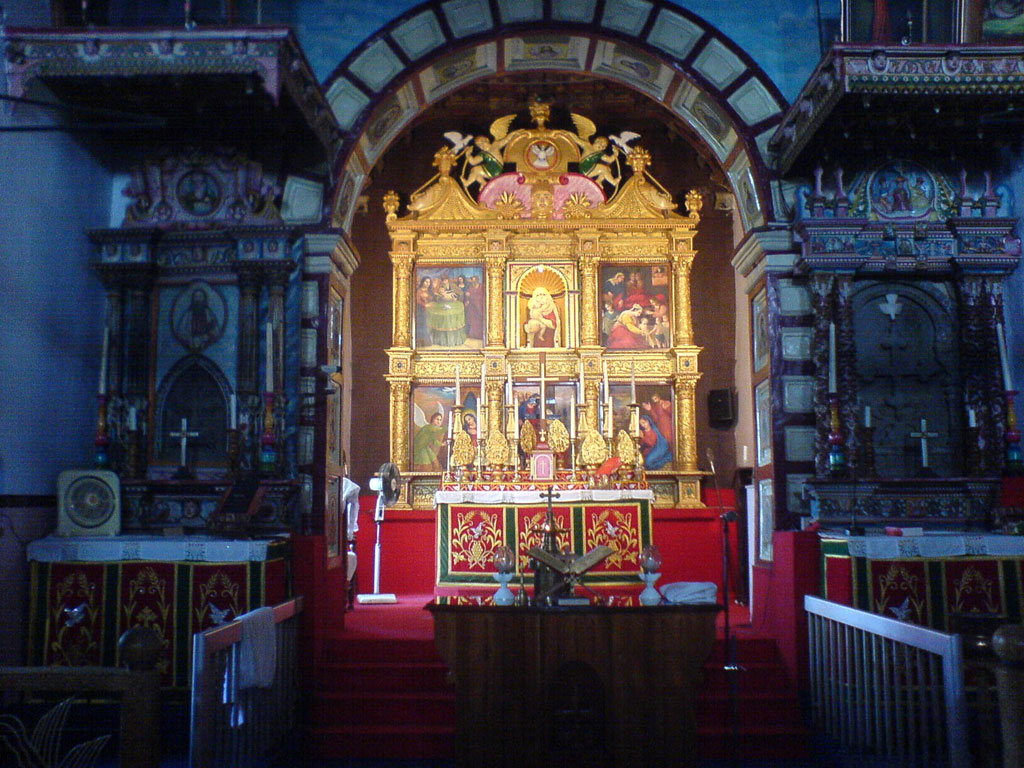
Iglesia Knanaya de Santa María, Kottayam
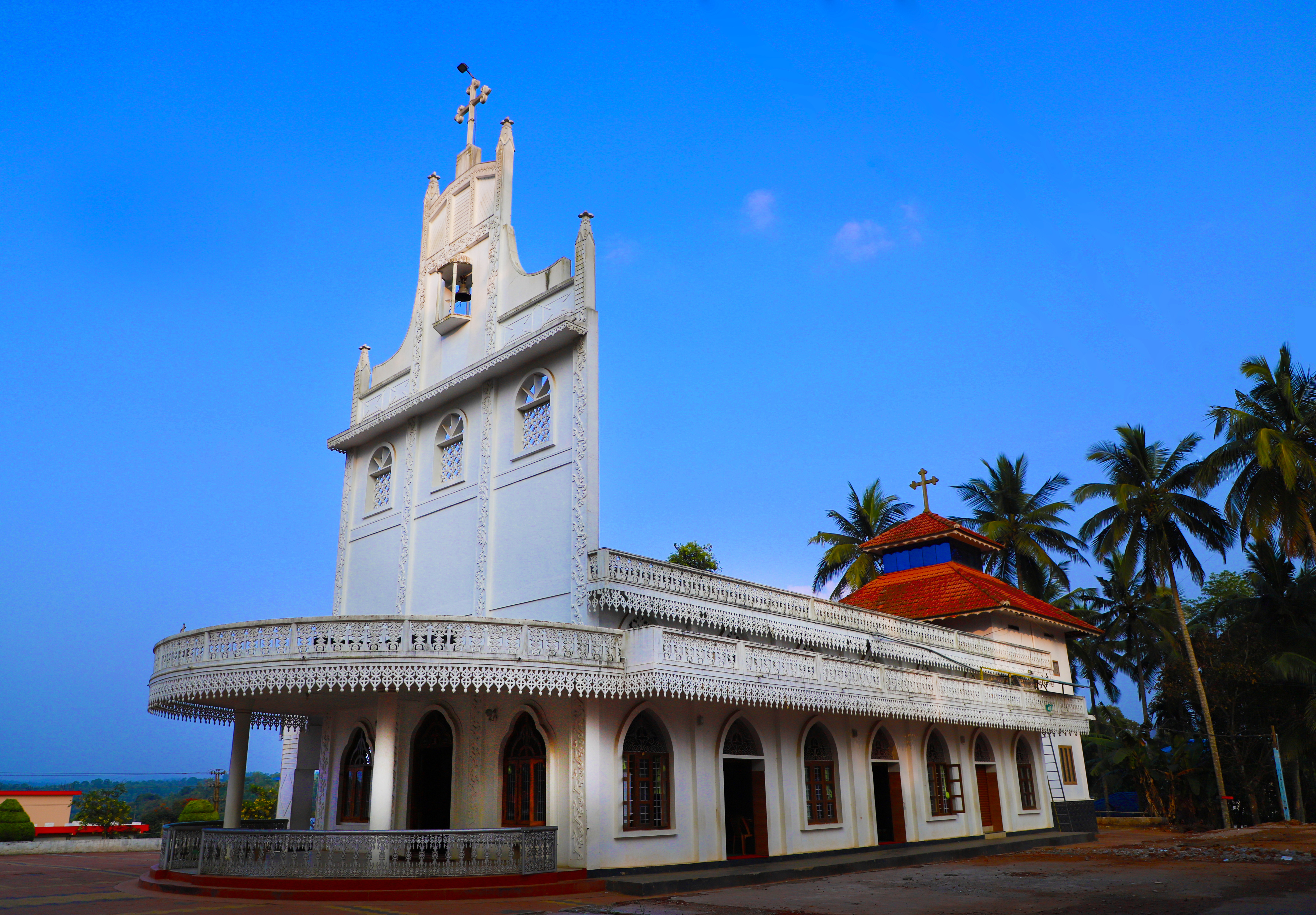
St.Marys Church Meenangadi